# Campos dos Goytacazes
Campos dos Goytacazes é um município brasileiro do estado do Rio de Janeiro, Região Sudeste do país. Está localizado na região Norte Fluminense do estado. De acordo como o Instituto Brasileiro de Geografia e Estatística (IBGE), possui uma população estimada de 483,551 habitantes, é a quinta mais populosa cidade do estado do Rio de Janeiro e a maior cidade do interior fluminense, sendo a quadragésima segunda maior população de uma cidade do Brasil, segundo o Censo demográfico de 2022 e também o município com a maior extensão territorial do estado, ocupando uma área de 4 032,5 quilômetros quadrados. Localizam-se no município importantes universidades públicas e privadas do estado do Rio de Janeiro. Segundo o IBGE, Campos dos Goytacazes tinha em 2013 o sétimo maior PIB do Brasil e é até hoje o segundo maior do estado do Rio de Janeiro; era a cidade não capital com o maior PIB nacional naquele ano.
Em sua costa encontra-se a maior plataforma petrolífera do Brasil, a P-51, na Bacia de Campos, fazendo com que a cidade receba, junto com Macaé, o título de Capital Nacional do Petróleo.
Por ser a cidade polo da região Norte Fluminense, Campos funciona como cidade dormitório para os trabalhadores do Porto do Açu, o maior empreendimento porto-indústria da América Latina.
Campos dos Goytacazes possui a segunda maior área urbana do estado com 222 quilômetros quadrados, ficando atrás apenas da capital estadual Rio de Janeiro e ocupando a décima sétima maior área urbana do Brasil.

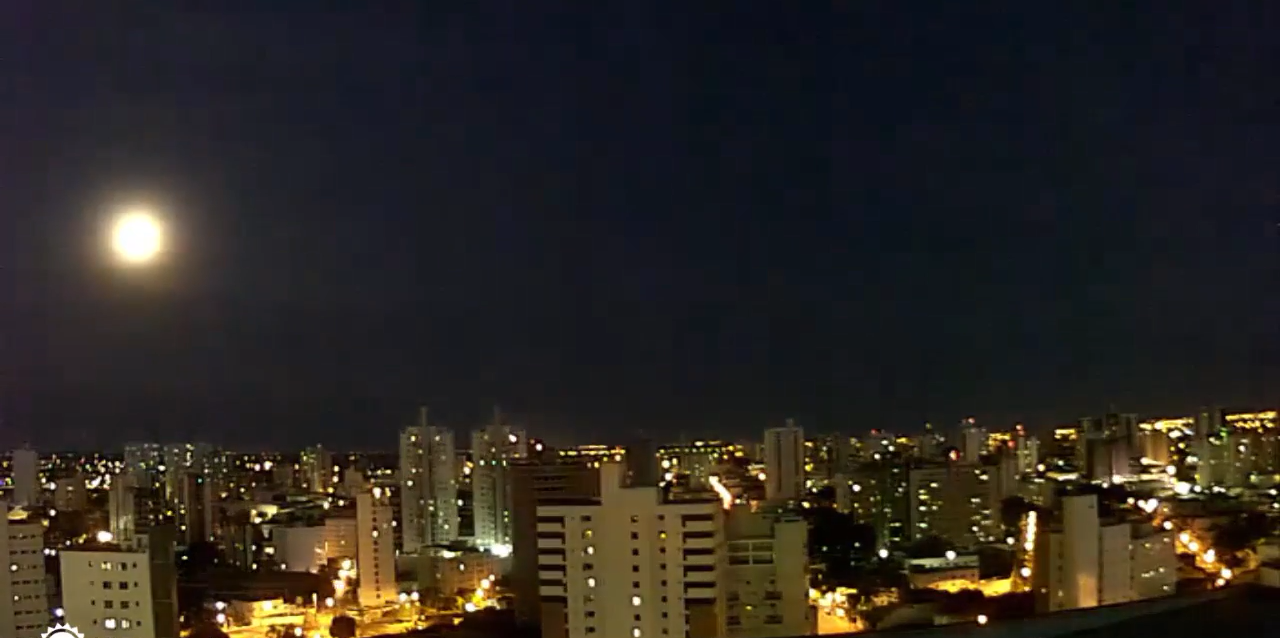
Anoitecer em Campos

## Etimologia
O nome da município faz referência aos índios goitacás que viviam na região. "Guaitacá", "goitacá" e "goitacás" procedem do termo tupi antigo para essa etnia: guaîtaká. Os especialistas aventam duas possibilidades sobre o significado do étimo:
1) "grandes corredores", a partir da palavra tupi guatá, que significa "correr", "marchar".
2) "gente que sabe nadar", a partir dos termos tupis aba ("homem"), ytá ("nadar") e quaa ("saber").

## História

### Período colonial
Com a divisão do território em diferentes capitanias, a região na qual atualmente é o Norte Fluminense foi cedida em 28 de agosto de 1536 a Pero de Góis para a criação da Capitania de São Tomé. A região pertencente a capitania era habitada originalmente por diferentes grupos indígenas, em especial os goitacás.
Em 1619, o herdeiro da capitania, Gil de Góis, retornou as terras para a Coroa Portuguesa por falta de recursos. Essas terras foram incorporadas a Capitania do Rio de Janeiro e cedidas no dia 19 de agosto de 1627 em forma de sesmaria por Martim Correia de Sá a sete Capitães-mores que participaram da expulsão dos franceses do Rio de Janeiro. Em 1633, os Capitães construíram currais para gado próximos à Lagoa Feia e à Ponta de São Tomé e expandiram o povoamento na região.
Esses currais foram construídos  em reconhecimento ao que a historiografia oficial de origem lusitana chamou de "heroísmo": uma posição que se sustenta apenas sob a ótica portuguesa, visto que foi um genocídio indígena premeditado a partir da dominação e extermínio dos goitacás, com até mesmo o uso de armas biológicas, lançando objetos contaminados com doenças letais que, à época, eram letais, principalmente em povos que não haviam desenvolvido resistência.
Os novos colonizadores pretendiam desenvolver a criação de gado na região, com o objetivo de aproveitá-los no trabalho dos engenhos. Na enseada da Guanabara, não haviam espaço para criação de gado, pois a área estava ocupada com a cana-de-açúcar. Assim começou a invasão portuguesa na cidade de Campos. Os capitães, que moravam em seus engenhos no Rio de Janeiro e no Cabo Frio, arrendaram quinhões de suas sesmarias, o que contribuiu com o crescimento da população. A criação do gado se multiplicou de forma assombrosa, bem como a diversificação das atividades rurais.[carece de fontes?]
Canaviais começaram a aparecer nas regiões mais elevadas da planície e a política, que até então era estável para os portugueses, foi quebrada com a chegada de latifundiários poderosos, entre eles, Salvador Corrêa de Sá e Benevides, que abusou do seu poder e da posição que ocupava, visto que era, então, governador da capitania.[carece de fontes?]
O militar estabeleceu parcerias com a igreja, que se beneficiava na partilha da planície e assim começou uma grande disputa pelas terras. De um lado, os herdeiros dos capitães, pioneiros, colonos, campeiros e vaquejadores; de outro, os Assecas, herdeiros de Salvador de Sá.[carece de fontes?]
A Vila de São Salvador foi criada em 29 de maio de 1677 próximo a capela de São Salvador, que foi construída nas terras de Salvador Correia em 1652 e que era administrada por beneditinos.
Durante aproximadamente 100 anos a capitania viveu em constantes conflitos pela posse das terras. A Coroa portuguesa chegou a tomar a terra em diversos momentos mas, com a crise financeira vivida pela mesma, acabou voltando para às mãos dos Assecas. Somente em 1752 é que a região foi pacificada, com a compra da capitania e a contribuição pecuniária da própria população.
No decorrer do domínio dos Assecas, a pequena propriedade predominava, mas também condicionada pelo meio natural, devido à inexistência de áreas contínuas de grande extensão, já que havia inúmeras lagoas. A partir do domínio da cana-de-açúcar, a região passou por um período de recuperação, mas continuava isolada da capital.[carece de fontes?]
No início dos anos 1800, toda a planície encontrava-se ocupada e partilhada, mas ainda restavam quatro latifúndios: Colégio dos Jesuítas e São Bento (compreendendo a cidade de Campos e entornos), Quissamã, além da fazenda dos Assecas, onde surgiu o povoado da Barra Seca e atual município de São Francisco de Itabapoana).

Campos, s.d. Arquivo Nacional

### Campos dos Goytacazes no pós-independência de 1822
Em 1833, foi criada a "Comarca de Campos" e, em 28 de março de 1835, a Vila de São Salvador foi elevada à categoria de cidade, com a mudança no nome para Campos dos Goytacazes. Em 1837, com a criação da ferrovia, o município virou um centro ferroviário regional. A pecuária e o cultivo da cana-de-açúcar se estenderam pela planície entre o rio Paraíba do Sul e a Lagoa Feia. Em 1875, a cidade tinha 245 engenhos de açúcar, com 3 610 fazendeiros estabelecidos na região. A primeira usina foi construída em 1879, com o nome de Usina Central do Limão, pertencente ao doutor João José Nunes de Carvalho. Devido à sua importância, Campos recebeu a visita de D. Pedro II quatro vezes. A grande riqueza de Campos no século XIX foi devido o aumento da produção açucareira (inicialmente com engenhos a vapor posteriormente com usinas).
No final do século XIX, em 1880, a cidade de Campos dos Goytacazes entrou na história da engenharia hidráulica mundial, ao ser o primeiro lugar do planeta que instalou filtros de água ligados ao tratamento e abastecimento urbano de água.
A elite política da região revindicou diversas vezes para si a criação de um estado ou província na região, ou ainda se tornar a capital estadual ou provincial do Rio de Janeiro. A partir disso, esse mesmo grupo desenvolveu um movimento para desmembrar a Vila de São Thomé, da Província do Espírito Santo, com a intenção de anexar esse território ao estado do Rio de Janeiro. A ideia era transformar seu capital político em potencial eleitoral, com a intenção de fazer o município ganhar destaque e vir a uma capital ou província nessa nova configuração política administrativa e territorial do Império brasileiro. Já no durante o período republicano, entre as diversas tentativas, a que mais se destaca é a que aconteceu durante o governo de Edmundo de Macedo Soares e Silva, no final da década de 1940.
Durante toda a república, a economia regional viveu períodos de altos e baixos em função do preço do açúcar internacionalmente, mas sempre mantendo sua importância no mercado na economia estadual e nacional. Ao final dos anos 1980, os municípios de Campos, Macaé e Conceição de Macabu, tinham uma agroindústria açucareira expressiva. A ascensão de São Paulo como maior produtor nacional, seus altos níveis de produtividade, além da expansão da área cultivada no Nordeste do país, aliados à falta de modernização do complexo campista, fizeram com que a região passasse a ser coadjuvante no contexto nacional. O endividamento de algumas usinas, obrigou muitas delas a se fecharem, atingido consequentemente a economia da região Norte Fluminense. A descoberta do petróleo na Bacia de Campos na década de 1970 e a construção do Superporto do Açu contribuiram para a superação da crise financeira na região hoje em dia.[carece de fontes?]

### Pioneirismo em geração e distribuição de energia elétrica
Campos foi a primeira cidade da América Latina a receber luz elétrica. Em 1883, com a instalação de uma pequena usina termoelétrica na cidade, que fornecia energia para 39 luminárias de rua, responsáveis pela iluminação pública, foi criada a primeira companhia de eletricidade da América Latina. Na década de 1930, após vários anos de controle estrangeiro no sistema elétrico fluminense, o governo do estado passou a investir nessa área e em 1954, criou a Empresa Fluminense de Energia Elétrica (EFE).
Em 1963, o governo fluminense decide redimensionar o setor energético estadual e cria a holding Centrais Elétricas Fluminenses S.A. (CEFL), que reúne diversas empresas deficitárias fornecedoras de energia elétrica, além da EFE, a Centro Fluminense de Eletricidade S.A (CEFE), a S.A Força e Luz Íbero-Americana e a Companhia Norte Fluminense de Eletricidade. Em 1967, a CELF incorpora todas as suas subsidiárias e passa a responder pelos serviços prestados por elas. Após da fusão do estado do Rio de Janeiro com o estado da Guanabara, em 1975, parte da CELF é vendida para a Companhia Brasileira de Energia Elétrica (CBEE), no ano de 1977, cujo controle era privado e passa, naquele ano, a ser de controle do estado do Rio. Em abril de 1980, a CBEE assume todas as operações da CELF e tem sua denominação alterada para Companhia de Eletricidade do Estado do Rio de Janeiro. Privatizada em leilão em 20 de novembro de 1996, durante o governo de Marcello Alencar continuou se chamando CERJ, uma vez que o governo do estado ainda detinha uma porcentagem na empresa. A CERJ só mudou sua denominação no início dos anos 2000, quando passou a se chamar Ampla, e atualmente chamada de Enel Distribuição Rio, após ser adquirida pela Enel Spa, companhia italiana.

### Divisão do território
Campos nasceu compreendendo a região Norte e Noroeste Fluminense, com exceção de São João da Barra. O município, na época, fazia divisa com Nova Friburgo, Cantagalo, Cabo Frio e com o estado de Minas Gerais, mas, com a emancipação da cidade de Itaperuna, perdeu metade do seu território. A partir da década de 1980, Campos perdeu cinco de seus antigos distritos que, atualmente cmmpreendem o os municípios de Italva e Cardoso Moreira.[carece de fontes?]

## Geografia
O município de Campos dos Goytacazes abrange uma área total de aproximadamente 4 032 km², sendo o de maior extensão territorial do Rio de Janeiro, correspondendo a quase 10% do território estadual.

### Subdivisões administrativas
O município possui quatorze distritos: Campos dos Goytacazes (sede), Santo Amaro de Campos (3º distrito), São Sebastião de Campos (4º distrito), Mussurepe (5º  distrito), Travessão de Campos (7º distrito), Morangaba (9º distrito), Ibitioca (10º distrito), Dores de Macabu (11º distrito), Morro do Coco (12º distrito), Santo Eduardo (13º distrito), Serrinha (15º distrito), Tocos (17º distrito), Santa Maria de Campos (18º distrito) e Vila Nova de Campos (20º distrito). O antigo distrito de Guarus (antes Guarulhos) foi anexado ao de Campos dos Goytacazes em 1967. É deste distrito a origem do título de barão de Guarulhos. O distrito de Goitacazes foi anexado à sede em 1967, desmembrado em 1981 e reanexado em 1983. O antigo distrito de Murundu, criado em 1963, foi extinto em 1983, sendo anexado ao distrito de Santa Maria de Campos. Por razões históricas, a numeração distrital não é linear. Goitacazes foi o 2º distrito, Guarus, o 6º distrito, Italva, o 8º distrito, Cardoso Moreira, o 14º distrito, São Joaquim, o 16º distrito, Doutor Matos, o 19º distrito, Murundu, o 21º distrito e Paraíso, o 22º distrito.

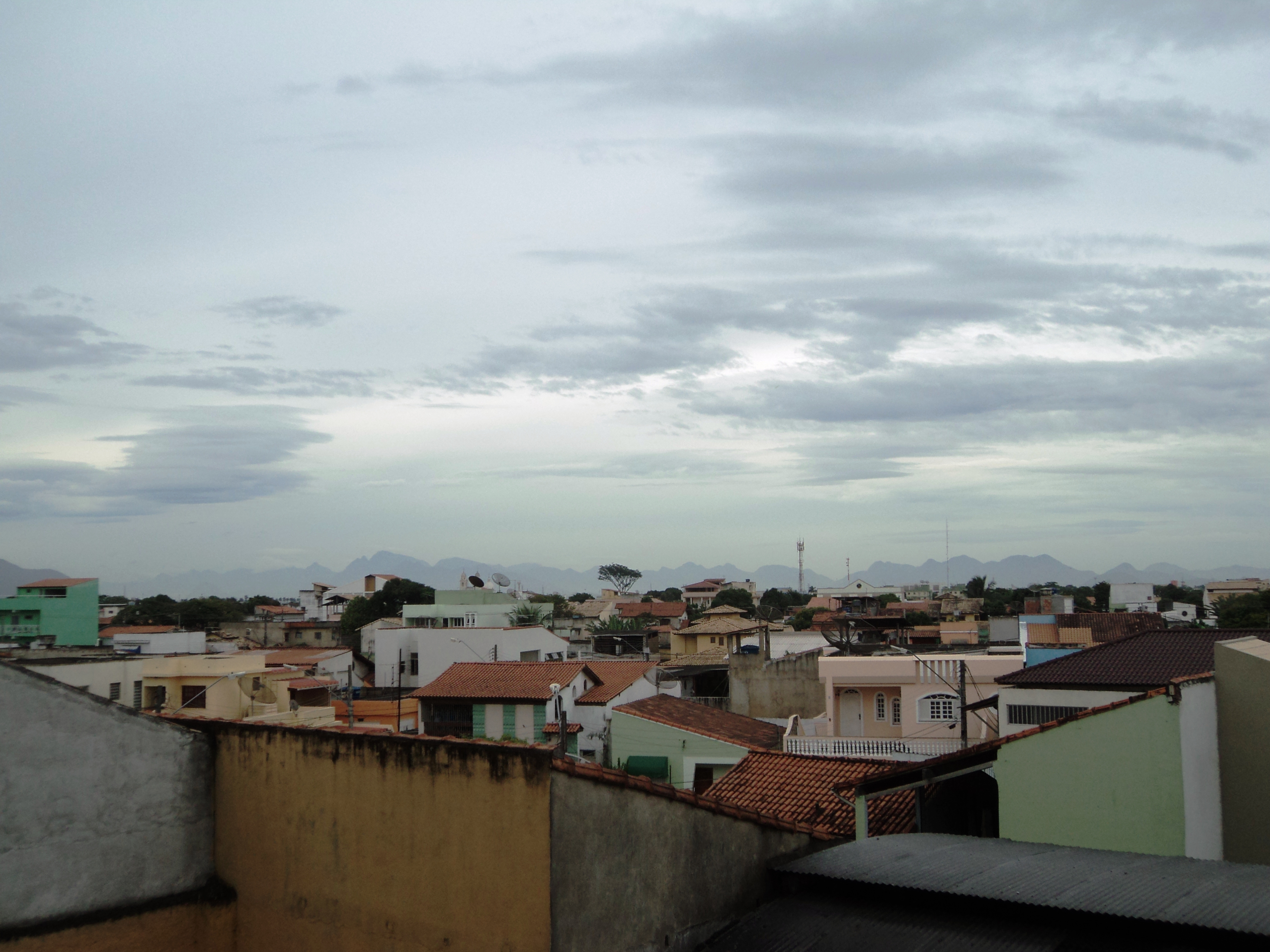
Bairro do Caju, localizado na sede do município.

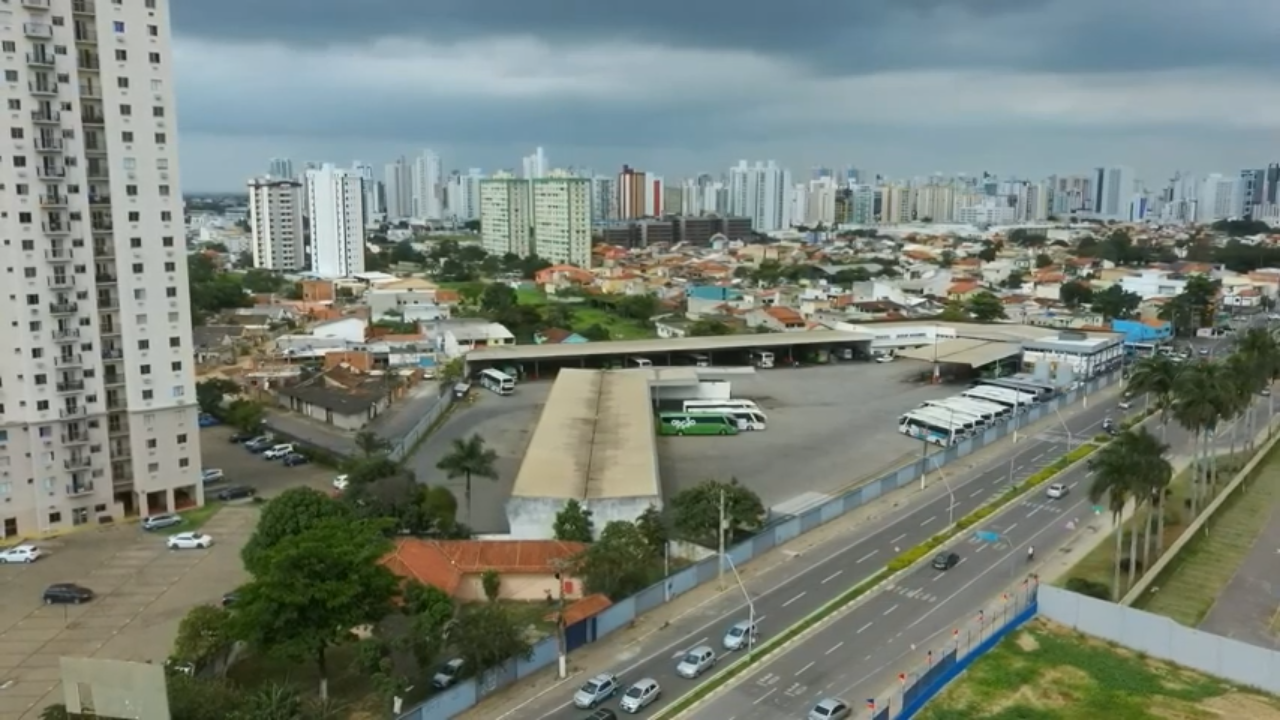
Vista do Parque dos Rodoviários, abaixo a BR-101.

### Hidrografia
- Lagoa de Cima
- Lagoa do Vigário
- Lagoa Limpa
- Lagoa do Sapo
- Rio Paraíba do Sul
- Lagoa Feia

### Clima
Segundo dados da estação climatológica principal do Instituto Nacional de Meteorologia (INMET) de Campos, a menor temperatura registrada desde 1931 ocorreu em 6 de julho de 1942, com mínima de 9,5 °C, e a maior atingiu 41,6 °C em 31 de outubro de 2012. O maior acumulado de precipitação em 24 horas no mesmo período chegou a 159,3 milímetros (mm) em 23 de dezembro de 1955.
| Dados climatológicos para Campos dos Goytacazes | Dados climatológicos para Campos dos Goytacazes | Dados climatológicos para Campos dos Goytacazes | Dados climatológicos para Campos dos Goytacazes | Dados climatológicos para Campos dos Goytacazes | Dados climatológicos para Campos dos Goytacazes | Dados climatológicos para Campos dos Goytacazes | Dados climatológicos para Campos dos Goytacazes | Dados climatológicos para Campos dos Goytacazes | Dados climatológicos para Campos dos Goytacazes | Dados climatológicos para Campos dos Goytacazes | Dados climatológicos para Campos dos Goytacazes | Dados climatológicos para Campos dos Goytacazes | Dados climatológicos para Campos dos Goytacazes |
| Mês | Jan                                             | Fev                                             | Mar                                             | Abr                                             | Mai                                             | Jun                                             | Jul                                             | Ago                                             | Set                                             | Out                                             | Nov                                             | Dez                                             | Ano                                             |
| --- | ----------------------------------------------- | ----------------------------------------------- | ----------------------------------------------- | ----------------------------------------------- | ----------------------------------------------- | ----------------------------------------------- | ----------------------------------------------- | ----------------------------------------------- | ----------------------------------------------- | ----------------------------------------------- | ----------------------------------------------- | ----------------------------------------------- | ----------------------------------------------- |
| Temperatura máxima recorde (°C) | 40,2                                            | 40,8                                            | 39,4                                            | 39,2                                            | 36,4                                            | 35,2                                            | 36,6                                            | 38                                              | 39                                              | 41,6                                            | 40,3                                            | 40,8                                            | 41,6                                            |
| Temperatura máxima média (°C) | 32,3                                            | 33,4                                            | 32,6                                            | 31                                              | 28,7                                            | 28                                              | 27,5                                            | 27,9                                            | 28,2                                            | 29,2                                            | 29,7                                            | 31,6                                            | 30                                              |
| Temperatura média compensada (°C) | 26,9                                            | 27,5                                            | 26,9                                            | 25,6                                            | 23,3                                            | 22,2                                            | 21,7                                            | 22,1                                            | 23                                              | 24,2                                            | 24,9                                            | 26,3                                            | 24,6                                            |
| Temperatura mínima média (°C) | 23,4                                            | 23,8                                            | 23,5                                            | 22,1                                            | 19,7                                            | 18,4                                            | 17,9                                            | 18,2                                            | 19,4                                            | 20,8                                            | 21,7                                            | 23                                              | 21                                              |
| Temperatura mínima recorde (°C) | 17                                              | 15,3                                            | 16,8                                            | 10,7                                            | 10,8                                            | 10,4                                            | 9,5                                             | 10,3                                            | 10,7                                            | 11,5                                            | 13,6                                            | 16                                              | 9,5                                             |
| Precipitação (mm) | 127,7                                           | 64,4                                            | 120,4                                           | 66,6                                            | 62,6                                            | 31,1                                            | 34,9                                            | 29,6                                            | 57,5                                            | 78,7                                            | 159,9                                           | 148,2                                           | 981,6                                           |
| Dias com precipitação (≥ 1 mm) | 8                                               | 6                                               | 9                                               | 7                                               | 6                                               | 4                                               | 5                                               | 4                                               | 6                                               | 8                                               | 11                                              | 11                                              | 85                                              |
| Umidade relativa compensada (%) | 77,4                                            | 74,9                                            | 77,2                                            | 77,9                                            | 77,9                                            | 78,3                                            | 78                                              | 75,4                                            | 76,8                                            | 76,8                                            | 78,5                                            | 78,5                                            | 77,3                                            |
| Insolação (h) | 205,1                                           | 207,2                                           | 185,1                                           | 184,6                                           | 184,3                                           | 174,2                                           | 191,7                                           | 181,4                                           | 128,5                                           | 133,4                                           | 145,1                                           | 157,6                                           | 2 078,2                                         |
| Fonte: INMET (temperatura e precipitação: normal climatológica de 1991-2020; umidade e horas de sol: normal de 1981-2010; recordes de temperatura: 1931-presente) |                                                 |                                                 |                                                 |                                                 |                                                 |                                                 |                                                 |                                                 |                                                 |                                                 |                                                 |                                                 |                                                 |

| Dados climatológicos para Campos dos Goytacazes (Farol de São Thomé) | Dados climatológicos para Campos dos Goytacazes (Farol de São Thomé) | Dados climatológicos para Campos dos Goytacazes (Farol de São Thomé) | Dados climatológicos para Campos dos Goytacazes (Farol de São Thomé) | Dados climatológicos para Campos dos Goytacazes (Farol de São Thomé) | Dados climatológicos para Campos dos Goytacazes (Farol de São Thomé) | Dados climatológicos para Campos dos Goytacazes (Farol de São Thomé) | Dados climatológicos para Campos dos Goytacazes (Farol de São Thomé) | Dados climatológicos para Campos dos Goytacazes (Farol de São Thomé) | Dados climatológicos para Campos dos Goytacazes (Farol de São Thomé) | Dados climatológicos para Campos dos Goytacazes (Farol de São Thomé) | Dados climatológicos para Campos dos Goytacazes (Farol de São Thomé) | Dados climatológicos para Campos dos Goytacazes (Farol de São Thomé) | Dados climatológicos para Campos dos Goytacazes (Farol de São Thomé) |
| Mês                                                                  | Jan                                                                  | Fev                                                                  | Mar                                                                  | Abr                                                                  | Mai                                                                  | Jun                                                                  | Jul                                                                  | Ago                                                                  | Set                                                                  | Out                                                                  | Nov                                                                  | Dez                                                                  | Ano                                                                  |
| -------------------------------------------------------------------- | -------------------------------------------------------------------- | -------------------------------------------------------------------- | -------------------------------------------------------------------- | -------------------------------------------------------------------- | -------------------------------------------------------------------- | -------------------------------------------------------------------- | -------------------------------------------------------------------- | -------------------------------------------------------------------- | -------------------------------------------------------------------- | -------------------------------------------------------------------- | -------------------------------------------------------------------- | -------------------------------------------------------------------- | -------------------------------------------------------------------- |
| Temperatura máxima recorde (°C)                                      | 36,5                                                                 | 36,4                                                                 | 37,8                                                                 | 35,7                                                                 | 32,6                                                                 | 33,9                                                                 | 34                                                                   | 34,2                                                                 | 32,1                                                                 | 33,7                                                                 | 34,5                                                                 | 35,8                                                                 | 37,8                                                                 |
| Temperatura mínima recorde (°C)                                      | 19                                                                   | 19,1                                                                 | 19,2                                                                 | 17,1                                                                 | 12,8                                                                 | 13,4                                                                 | 11,4                                                                 | 13,2                                                                 | 12,3                                                                 | 14,1                                                                 | 15,1                                                                 | 16,9                                                                 | 11,4                                                                 |
| Fonte: INMET (recordes: 14/06/2008-presente)                         |                                                                      |                                                                      |                                                                      |                                                                      |                                                                      |                                                                      |                                                                      |                                                                      |                                                                      |                                                                      |                                                                      |                                                                      |                                                                      |

### Gerenciamento costeiro
Por estar inserido no bioma zona costeira, a gestão desse bioma no município de Campos dos Goytacazes é viabilizada pelo fato deste ente local possuir um plano municipal de gerenciamento costeiro, instituído por uma lei municipal aprovada pela Câmara de Vereadores (Lei municipal nº 8.335/2013) e regulamentado por um decreto expedido pelo Prefeito municipal (Decreto municipal nº 179/2015). Este plano possui duração decenal, ou seja, de dez anos, findo o prazo deverá ser revisado.
O Plano Municipal de Gerenciamento Costeiro (PMGC) tem o objetivo prioritário de regulamentar a utilização no território municipal dos recursos existentes na Zona Costeira. Assim, o PMGC contribui com a garantia e elevação da qualidade da vida da população municipal e a proteção do seu patrimônio natural, histórico, étnico e cultural.
Seguindo os padrões normativos estabelecidos pelo IBAMA, o PMGC de Campos proíbe o trânsito de qualquer veículo na faixa de praia compreendida entre a linha de maior baixa-mar até 50 m (cinquenta metros) acima da linha de maior preamar do ano, também chamada de maré sizígia, sendo que o Poder Executivo Municipal regulamentou, por meio de decreto, as exceções voltadas a serviços de utilidade pública que possibilitam o uso de veículos motorizados na faixa de areia da orla da Praia do Farol de São Tomé.

## Demografia
Na tabela abaixo, a distribuição da população do município, em cada um de seus distritos.
| Distrito                              | Área (km²) | População (2010) | Distância até a sede municipal (km) |
| ------------------------------------- | ---------- | ---------------- | ----------------------------------- |
| Campos dos Goytacazes (sede)          | 645        | 360 669          | -                                   |
| Santo Amaro de Campos (3º distrito)   | 315        | 7953             | 36                                  |
| São Sebastião de Campos (4º distrito) | 94         | 14 577           | 20                                  |
| Mussurepe (5º distrito)               | 201        | 11 937           | 30                                  |
| Travessão (7º distrito)               | 280        | 24 058           | 19                                  |
| Morangaba (9º distrito)               | 500        | 3790             | 41                                  |
| Ibitioca (10º distrito)               | 193        | 3002             | 19                                  |
| Dores de Macabu (11º distrito)        | 375        | 8579             | 36                                  |
| Morro do Coco (12º distrito)          | 187        | 4683             | 47                                  |
| Santo Eduardo (13º distrito)          | 243        | 4820             | 75                                  |
| Serrinha (15º distrito)               | 223        | 1193             | 56                                  |
| Tócos (17º distrito)                  | 361        | 8164             | 21                                  |
| Santa Maria de Campos (18º distrito)  | 210        | 4009             | 70                                  |
| Vila Nova de Campos (20º distrito)    | 204        | 6237             | 42                                  |

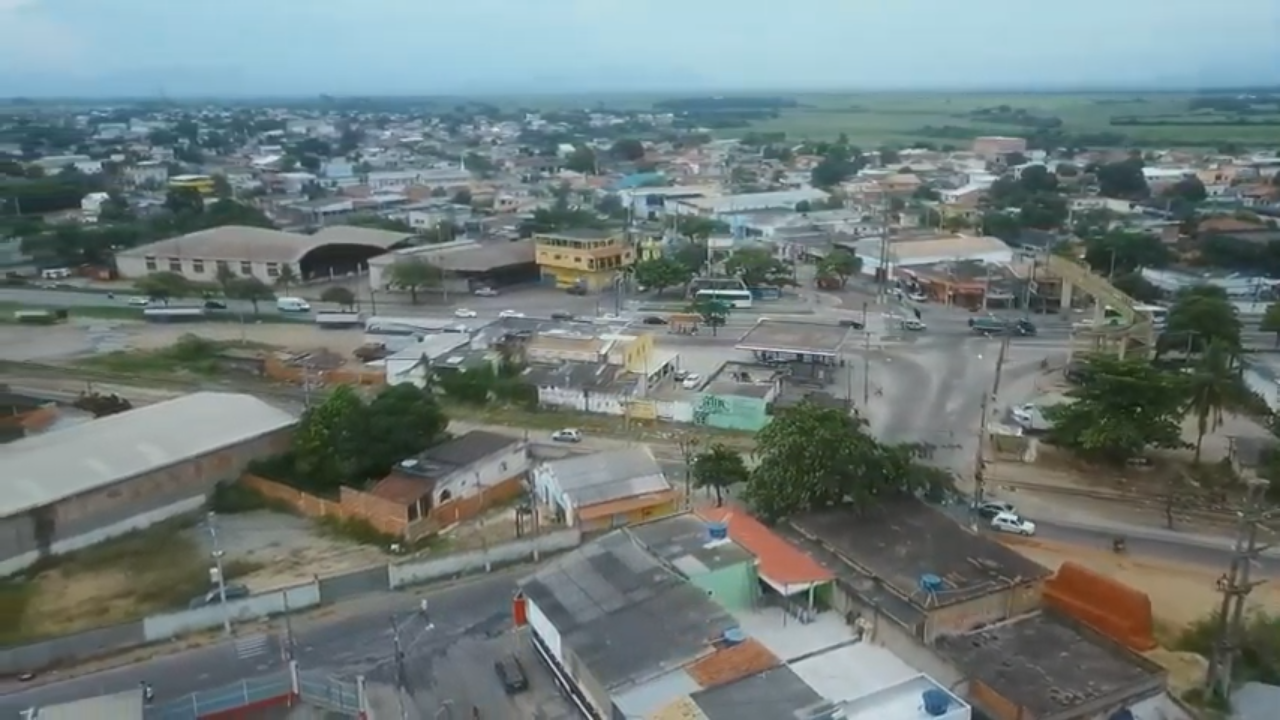
Vista do subdistrito de Guarus em Campos.

Segundo o Censo de 2010, o bairro mais populoso era o Parque Guarus com 12.820 habitantes. O segundo maior era o Centro com 10.071 habitantes. Em terceiro, o Parque Vicente Gonçalves Dias com 8.843 habitantes, e em quarto o Parque Novo Mundo com 6.984 habitantes.

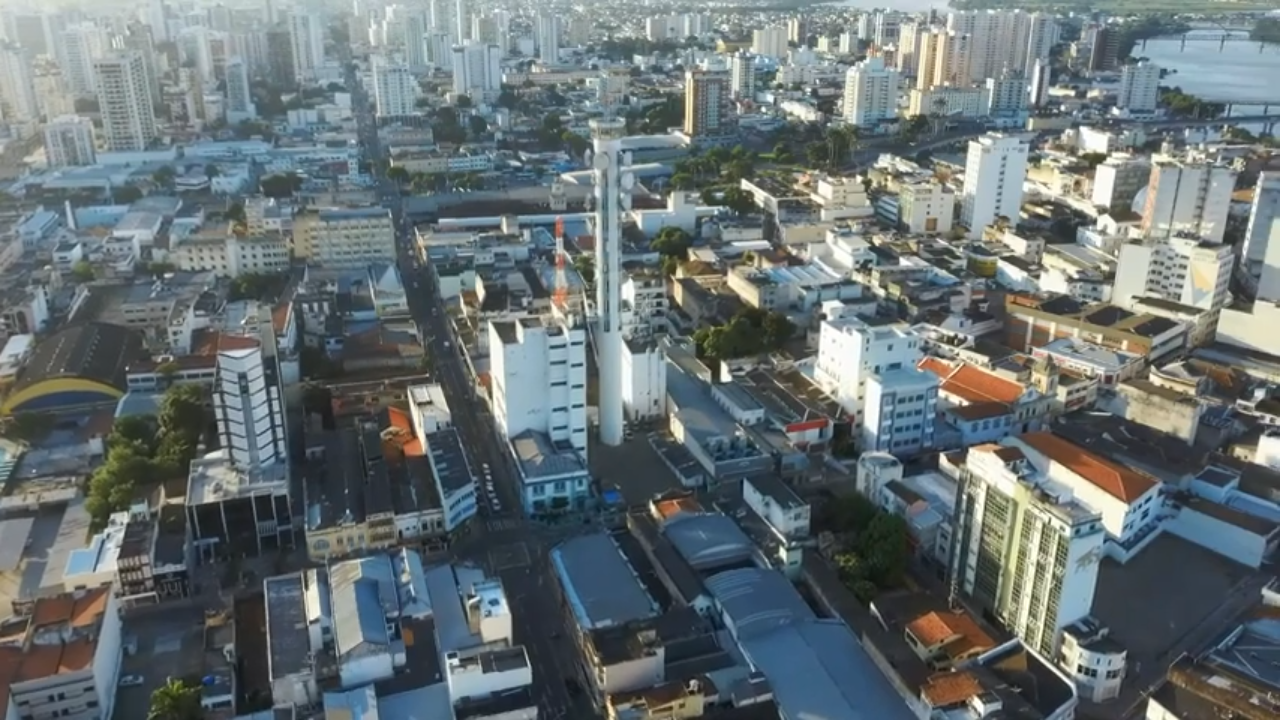
Vista aérea do Centro de Campos, na sede municipal.

### Etnias
| Cor/Raça | Percentagem |
| -------- | ----------- |
| Branca   | 47,73%      |
| Parda    | 37,08%      |
| Preta    | 14,50%      |
| Amarela  | 0,59%       |
| Indígena | 0,05%       |

### Religião

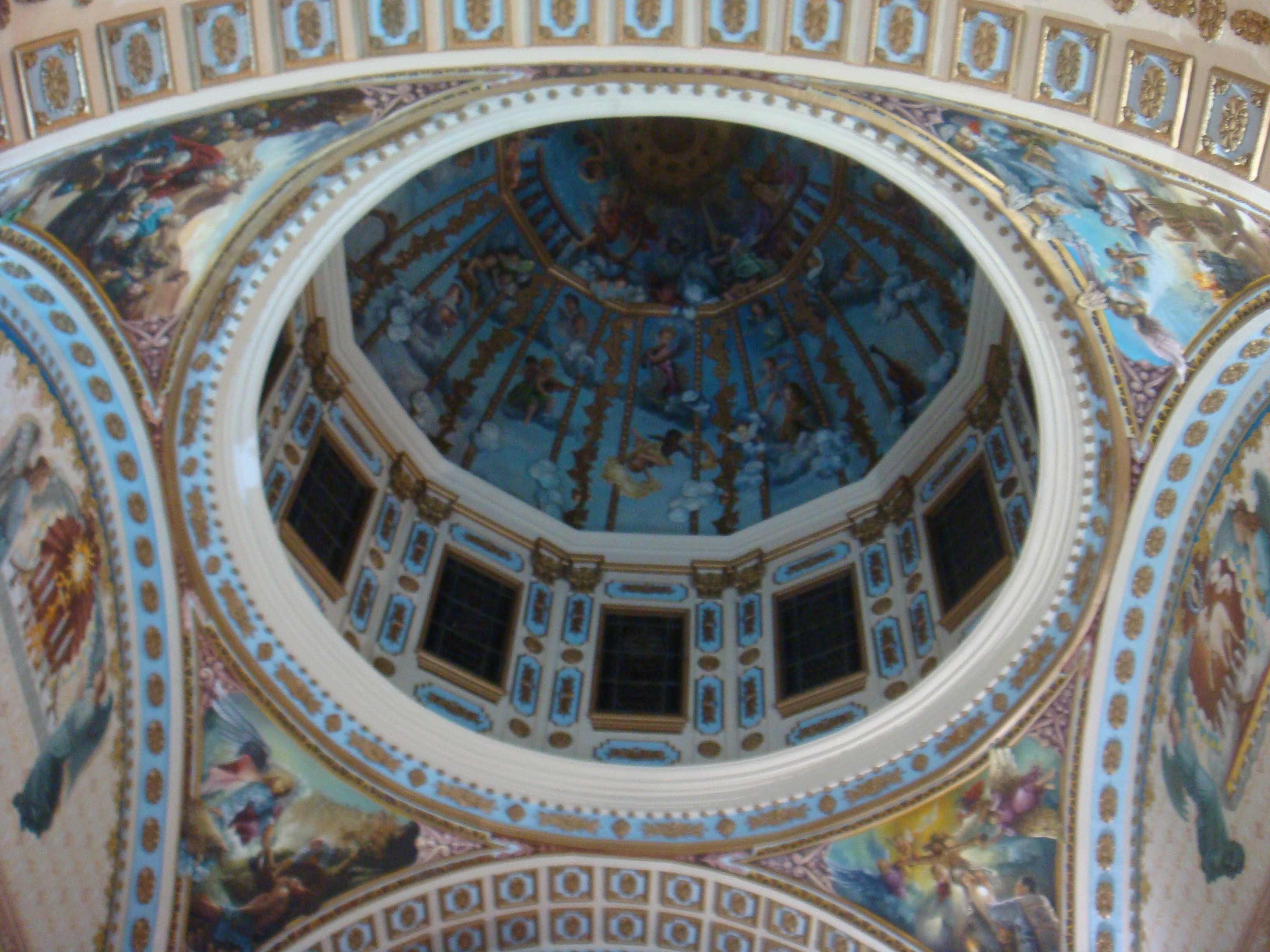
Abóbada da Igreja Principal da Administração Apostólica de Campos, construída em estilo neoclássico, desde os anos 1990.

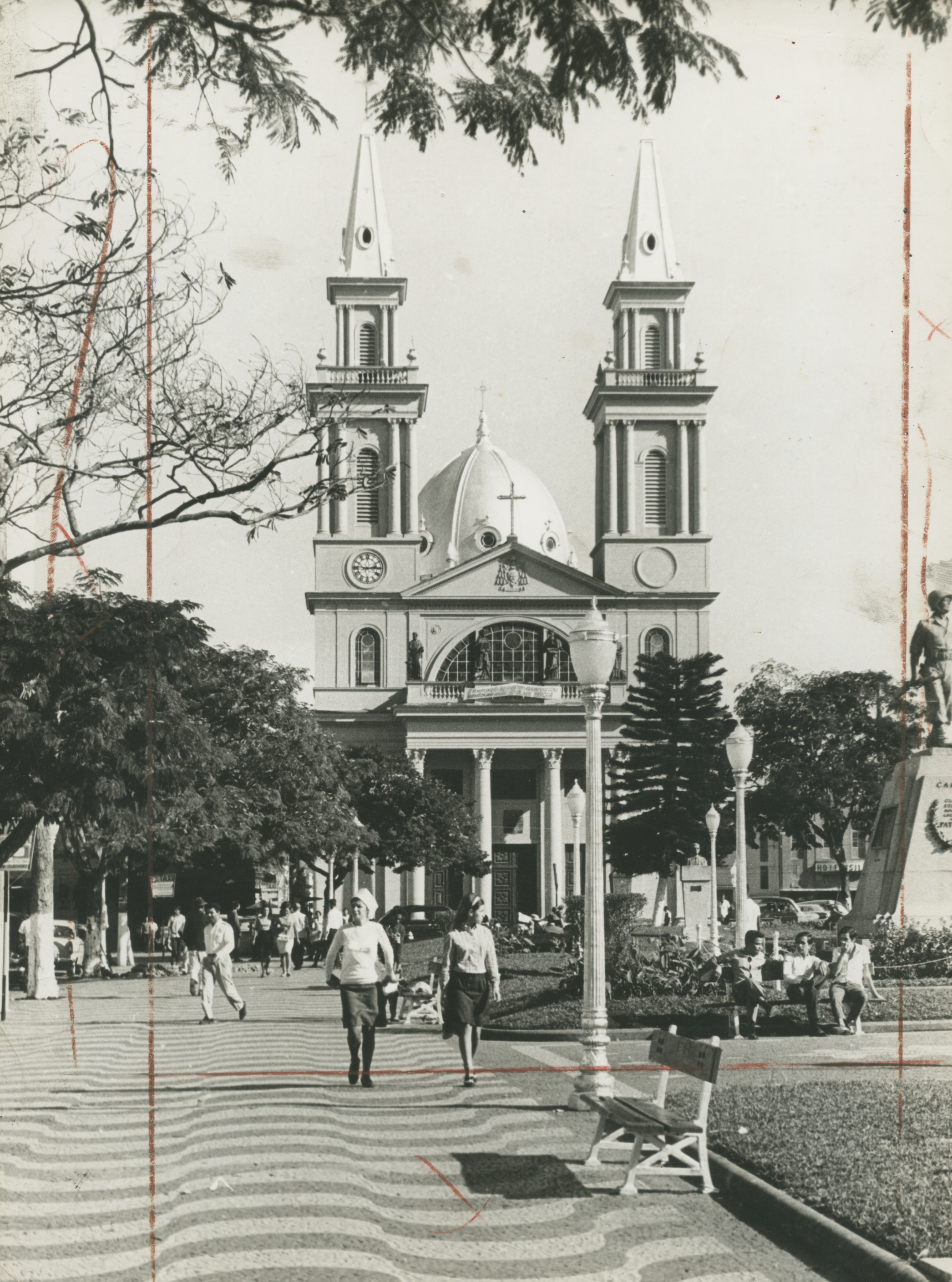
Catedral de São Salvador, 1973, Arquivo Nacional.

Em 2010, o censo do IBGE apontou que o município de Campos tem uma maioria católica de 232,5 mil moradores, equivalentes a 51% dos habitantes. Os demais se dividem entre evangélicos, vários religiões e ateus, sendo que os evangélicos somam 144 mil moradores; 63,8 mil não têm religião; 10,9 mil são espíritas; 3,5 mil são de outras religiões cristãs e 3,8 mil são Testemunhas de Jeová.
Segundo o censo brasileiro de 2022, a composição religiosa da cidade era de 43,46% católicos, 36,62% evangélicos ou protestantes, 1,99% espíritas, 0,73% umbandistas ou candomblecistas, 0,0% religião tradicional, 3,51% outras religiões, 13,48% irreligiosos, 0,05% desconhecidos e 0,16% não declarados.

#### Igreja Católica
Campos possui, desde 1922, uma diocese própria para atender a população católica, criada pelo Papa Pio XI. Além da diocese, no território de Campos também foi criada em 2002 pelo Papa João Paulo II, a Administração Apostólica São João Maria Vianney, que utiliza exclusivamente o rito romano e a disciplina antiga da Igreja, dessa maneira enquanto os fiéis católicos são atendidos pela Diocese, os fiéis católicos do mesmo território ligados a missa antiga, são atendidos pela Administração, formando por isso, uma situação única no mundo no direito e na liturgia da Igreja Católica.

#### Protestantismo
A cidade possui templos de igrejas evangélicas, como a Primeira Igreja Batista de Campos, a Igreja Universal do Reino de Deus (sede), a Igreja Evangélica Semear, a Igreja Bola de Neve, a Igreja Batista de Eldorado, a Primeira Igreja Batista de Goytacazes, Igreja Batista da Paz, Igreja Cristã Maranata e Assembleia de Deus.
- No mês de novembro de 2013 foi inaugurado pela então AEC (Associação Evangélica de Campos) com apoio da Secretaria de Meio Ambiente o Bosque das Oliveiras, localizado no monte da Codim, a 2,5 km do Aeroporto Municipal de Campos dos Goytacazes, o espaço é usado por evangélicos da mais variadas denominações evangélicas como um lugar de tranquilidade, reflexão da bíblia, oração. No lugar foram plantados mais de 30 pés de oliveiras. O Bosque das Oliveiras está situado ao lado da Torre da AEC, de onde pode se apreciar a vista de toda baixada (ainda do primeiro andar), e até pode ser vista, a [[usina eólica da Praia de Gargaú, na cidade de São Francisco de Itabapoana.

## Política e administração
O município de Campos dos Goytacazes é um dos principais centros políticos do estado do Rio de Janeiro desde o período colonial, quando foi referência tanto econômica como política para o Brasil. A história de Campos é rica em importantes acontecimentos políticos. O município foi um dos primeiros do Brasil a embarcar voluntários para a Guerra do Paraguai, em 28 de janeiro de 1865, pelo vapor Ceres. Foi a primeira cidade da América Latina a ter energia elétrica, em 24 de julho de 1883.

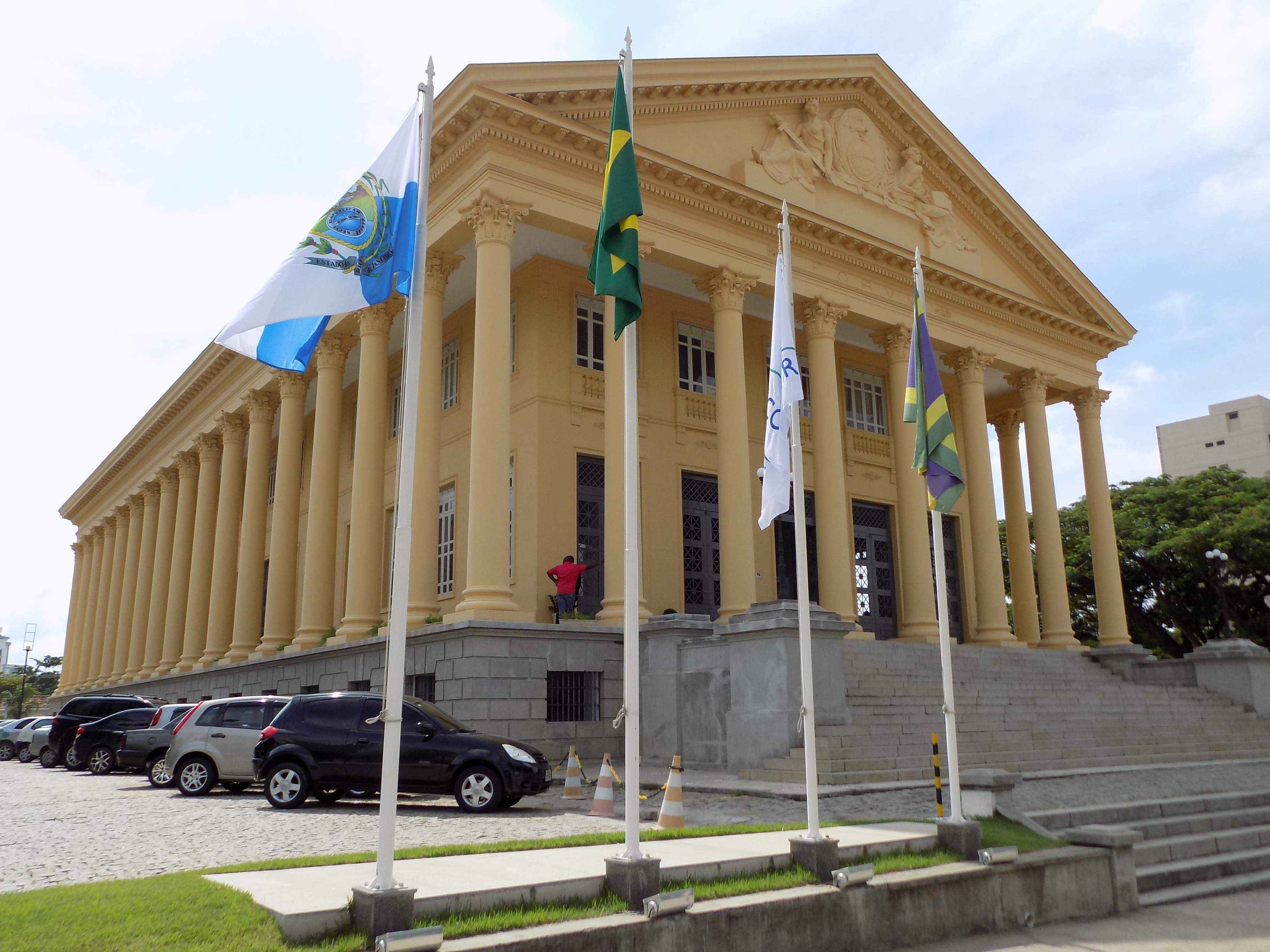
Câmara de Vereadores de Campos.

O movimento abolicionista também encontrou eco em Campos. A campanha abolicionista teve seu ponto alto em 17 de julho de 1881, com a fundação da Sociedade Campista Emancipadora, que propagava a luta pela emancipação dos negros, tendo, na pessoa do jornalista Luiz Carlos de Lacerda, o seu maior expoente. O grande vulto José Carlos do Patrocínio, o "tigre da abolição", foi também um dos principais nomes da luta pelo fim da escravidão, que mudaria os destinos políticos do Brasil Imperial, preparando-o para a Proclamação da República do Brasil.[carece de fontes?]
Nilo Peçanha, nascido em Campos dos Goytacazes em 2 de outubro de 1867, foi por duas vezes governador do Rio de Janeiro, de 1903 a 1906 e de 1914 a 1917. Foi eleito à vice-presidência da República nas eleições de 1906, junto com o presidente Afonso Pena. Com a morte de Afonso Pena em junho de 1909, Nilo Peçanha assumiu a presidência da Nação, cargo que ocupou até novembro do ano seguinte.[carece de fontes?]
Anthony Garotinho, natural de Campos e prefeito da cidade de 1989 a 1992 e de 1997 a 1998, foi eleito governador do Rio de Janeiro nas eleições de 1998, cargo que exerceu até 2002.[carece de fontes?]

### Atuais autoridades municipais
Depois das eleições municipais de 2020, as atuais autoridades que ocupam cargos de chefia na organização político-administrativa de Campos dos Goytacazes são as seguintes (data: 27 de maio de 2024):
- Prefeito: Wladimir "Garotinho" Assed Matheus de Oliveira - PSD (2021/-)[42]
- Vice-prefeito: Frederico Paes - MDB (2021/-)[42]
- Presidente da Câmara: Marquinho Bacellar - SOLIDARIEDADE (2023/-)[43]

## Economia

### Turismo

#### Atrativos naturais
Em Campos, fica localizado o Cabo de São Tomé, também conhecido como Farol de São Thomé, Praia do Farol ou simplesmente Farol, é uma península em Campos dos Goytacazes, no estado do Rio de Janeiro, no litoral do sudeste do Brasil. Dista 50 km a sudeste do centro da cidade de Campos. O cabo foi formado por sedimentos depositados pelo Rio Paraíba do Sul. Foi avistado pela primeira vez por europeus em 1501. O nome Farol de São Tomé se dá ao fato de na praia campista ter sido construído em 1882 o monumento do farol em comemoração do aniversário da Princesa Isabel. A obra foi projetada pelo engenheiro francês Gustave Eiffel, o mesmo que participou da construção da Estátua da Liberdade, em Nova Iorque (1888), e da Torre Eiffel em Paris (1889). Tem 45 metros de altura e 216 degraus.

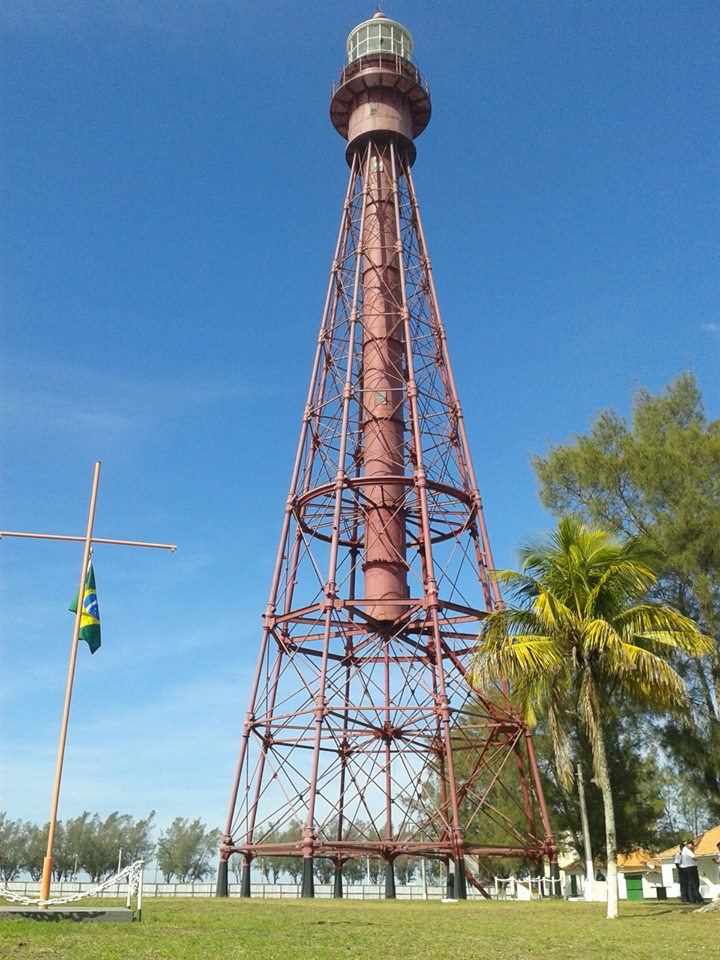
Farol de São Thomé, localizado na Praia do Farol.

Como atrativos naturais destacam-se:

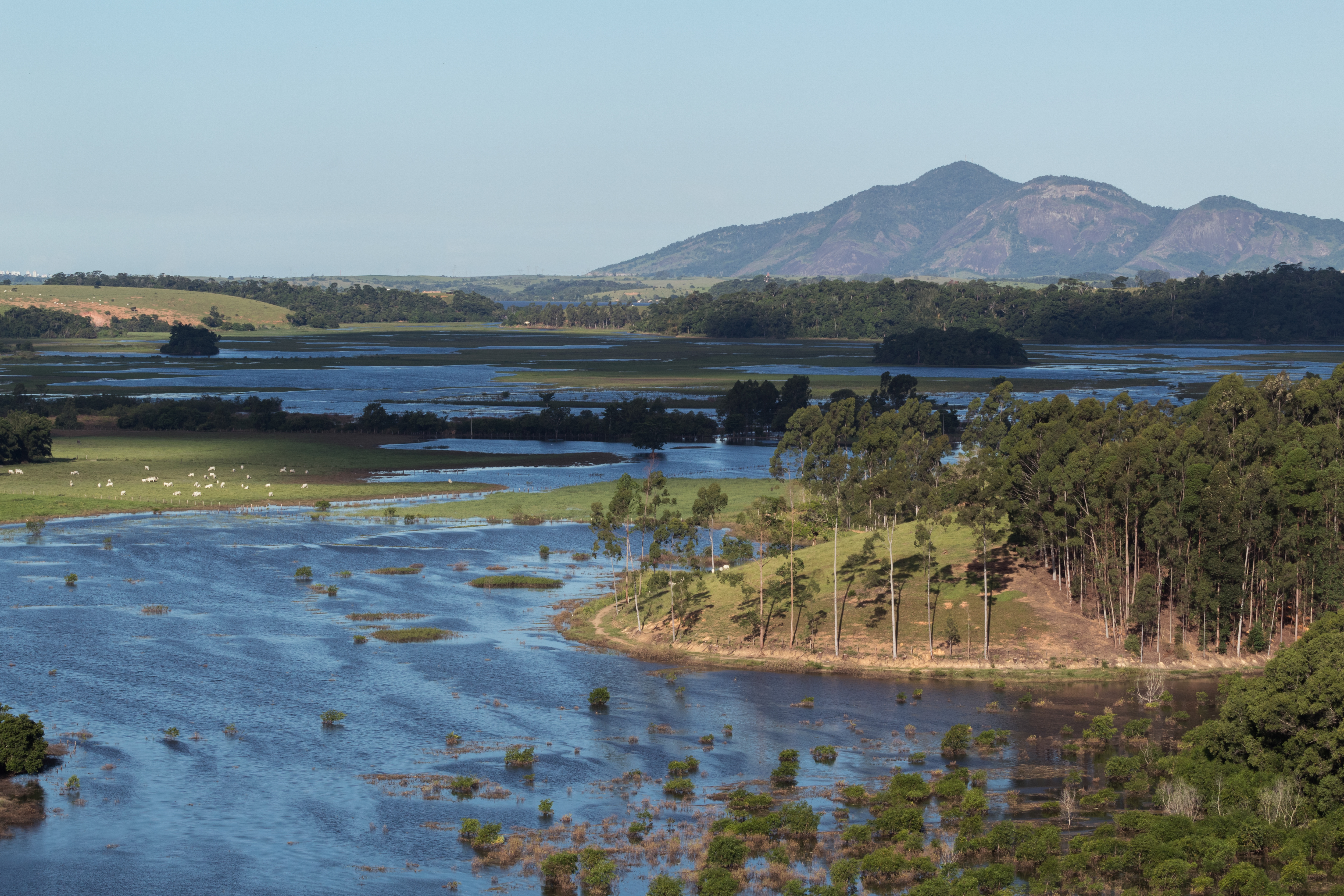
Vista do Parque Estadual do Desengano, ao fundo o Morro do Itaoca.

- Morro do Itaoca: Campos é considerada a capital do voo livre por conta do Morro do Itaoca, com 414 metros de altura, aonde existe a prática de voo livre.[49][50][51]
- Região do Imbé
- Região da Bela Joana
- Região das Serras (pico São Mateus, pedra Lisa [pico de 726 metros] e pedra do Baú)
- Praia do Farol de São Thomé
- Rio Preto
- Lagoa de Cima
- Senador Amaral (Cidade de Cayola Berola)
- Lagoa Limpa
- Pedra do Garrafão (Santo Eduardo)
- Pedra da Lavadeira
- Cachoeira de Rio Preto

#### Solares
- Solar dos Airizes (situado na margem direita do rio Paraíba do Sul, próximo a Martins Laje, construído em meados do século XIX. Foi o primeiro imóvel de Campos tombado pelo Patrimônio Histórico Nacional, em 1940 e serviu de inspiração e cenário para o escritor Bernardo Guimarães, autor do romance "A escrava Isaura", conhecido mundialmente)
- Solar do Colégio (em estilo barroco jesuítico, construído pelos jesuítas na metade do século XVII. Atual sede do Arquivo Público de Campos. No altar da capela, está sepultada Benta Pereira, nascida na Vila de São Salvador dos Campos dos Goytacazes, no século XVII.[nota 1]
- Solar do Barão de Pirapetinga (construído entre 1861 e 1865)
- Solar Saturnino Braga (sua construção data da primeira metade do século XIX)
- Solar do Visconde de Araruama (construído em 1852)
- Solar da Baronesa (construído em 1823)
- Solar do Barão da Lagoa Dourada (construído em 1860 e atual sede do Liceu de Humanidades de Campos)
- Solar do Barão de Carapebus (construído em 1846 e atual Asilo do Carmo)
- Solar do Barão de Muriaé (construído na primeira metade do século XIX e é ocupado pelo Corpo de Bombeiros)

#### Histórico-cultural
Casarios
- Hotel Gaspar (construído por volta de 1830)
- Hotel Palace (construído por volta de 1850)
- Santa Casa de Misericórdia de Campos (obra entregue em 1944, atualmente é um hospital)
- Lira de Apolo (inaugurada em 1912)
- Casa de Cultura Villa Maria (construída em 1918)
- Casa de Cultura Sesc Campos (Casarão Sesc)

Praças, jardins, edifícios, marcos históricos e culturais
- Academia Campista de Letras
- Banco do Vovô (construído em 1872, localizado no Centro de Campos)
- Barão do Rio Branco
- Boulevard Francisco de Paula Carneiro (Calçadão)
- Correios e Telégrafos (sua primeira agência foi inaugurada em 1875)
- Fórum Nilo Peçanha (construído em 1935 com arquitetura inspirada ao Parthenon de Atenas) (hoje é a Câmara Municipal)
- Jardim do Liceu (em volta da Câmara Municipal)
- Estação Ferroviária de Campos (construída originalmente em 1875, tendo seu prédio atual inaugurado nos anos 1950, em estilo eclético) [52]
- Liceu de Humanidades de Campos
- Livraria Ao Livro Verde (livraria mais antiga do Brasil, construída em 1844, figura no Livro Guinness dos Recordes como a livraria mais antiga do Brasil)
- Obelisco de Campos dos Goytacazes (construído em 1911)
- Palácio da Cultura e Pantheon
- Torre da Fábrica de Tecidos (construída em 1885)
- Praça do Santíssimo Salvador
- Praça Dr. Nilo Peçanha (atual jardim São Benedito)
- Praça das 4 Jornadas
- Praça da Bandeira
- Praça Batalhão Tiradentes
- Praça da República
- Praça da Bíblia
- Praça do Canhão
- Praça 5 de Julho
- Praça de Donana
- Praça Esperanto
- Praça do Flamboyant I
- Praça do Flamboyant II
- Praça Hugo Bensi (Morro do Itaóca)
- Praça da Igreja do Saco
- Praça da Lapa
- Praça do Lebret
- Praça Nossa Senhora de Fátima
- Praça Otacílio Lisboa (Pq. Tarcísio Miranda)
- Praça Presidente Vargas
- Praça Prudente de Moraes
- Praça de Santo Amaro
- Praça Santo Antônio
- Praça São Benedito
- Praça São Cristóvão
- Praça de São Gonçalo (Goitacazes)
- Praça Tancredo Neves
- Parque Alberto Sampaio
- Parque Alzira Vargas (Cidade da Criança)
- Parque Municipal da Lagoa do Vigário
- Jockey Club de Campos dos Goytacazes (Hipódromo Lineo de Paula Machado) (Desativado, foi a leilão em 2011. Possui novo proprietário.)
- Praça do Horto (Pertencente ao conjunto de casas ao lado do Horto Municipal. É o único conjunto de casas que não é condomínio fechado no bairro que foi urbanizado na década de 70)
- Farol de São Thomé, projetado pelo engenheiro francês Gustavo Eiffel

## Infraestrutura

### Educação

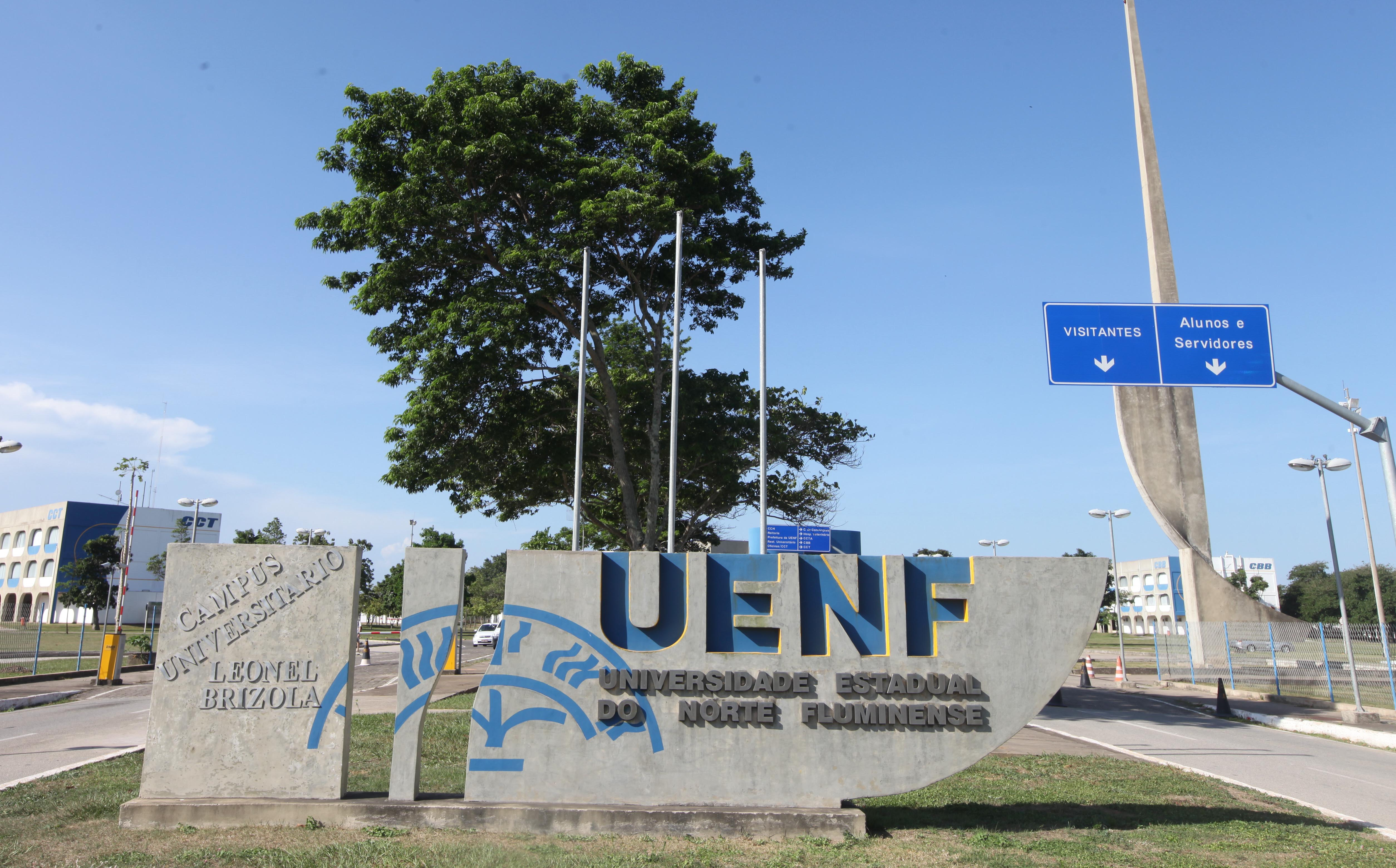
Entrada da Uenf

Referência na área universitária por abrigar instituições como Universidade Estadual Norte Fluminense (UENF), Instituto Federal Fluminense (IFF, antigo Cefet-Campos), Instituto de Ciências da Sociedade e Desenvolvimento Regional  da Universidade Federal Fluminense (UFF), Universidade Federal Rural do Rio de Janeiro (UFRRJ), Faculdade de Medicina de Campos (FMC), Universidade Salgado de Oliveira (UNIVERSO), Estácio de Sá, Universidade Candido Mendes (UCAM), Instituto Superiores do CENSA (ISECENSA), Centro Universitário Fluminense (Uniflu), Faculdade Batista Fluminense, e  Faculdade Redentor (Facredentor) e por abrigar escolas de ensino médio na área particular como o Colégio João XXIII, Colégio Centro de Estudos, Anglo Campos, CEFA Objetivo, Colégio Pensi Alpha, Centro Educacional Nossa Senhora Auxiliadora, Colégio Externato Campista, Colégio Eucarístico, Colégio Pró-Uni, Instituto Dom Bosco Salesiano, Escola Adventista e na área pública como o Liceu de Humanidades de Campos, Escola Estadual Constantino Fernandes, Escola Estadual Thiers Cardoso, Escola Estadual João Barcelos Martins, IFF Campus-Centro, Instituto Superior de Educação Professor Aldo Muylaert (ISEPAM) e E.T.E. Agrícola Antônio Sarlo, Colégio Estadual Alcebíades Schwartz (CEAS).
Instituições de educação mais antigas da região
- Liceu de Humanidades de Campos (fundado em 1847);
- Faculdade de Direito de Campos (obras iniciadas em 1869) (novo prédio, obras iniciadas em 1998);
- Instituto Superior de Educação Professor Aldo Muylaert - ISEPAM (fundado em 1895);
- Colégio Estadual Nelson Pereira Rebel - CENPR (fundado em 1904);
- Colégio Estadual Alcebíades Schwartz - CEAS (criado em 24 de março de 1905);
- Colégio Estadual Constantino Fernandes - CECF (fundado em 1958);
- Instituto Federal Fluminense (Antigo CEFET) (construído em 1909 e fundado em 1910);
- Colégio Batista Fluminense (fundado em 1912, atual Colégio e Faculdade Batista);
- Colégio Bittencourt (fundado em 1914);
- Centro Educacional Nossa Senhora Auxiliadora (CENSA) (fundado em 1925);
- Faculdade de Medicina de Campos (obras iniciadas em 1925);
- Colégio Eucarístico (fundado em 1941);
- Externato Campista International School (fundado em 1949);
- Instituto Dom Bosco Salesiano (construído em 1959);
- Instituto Profissional Laura Vicunha;
- Colégio Santos Dumont;
- Escola de Serviço Social de Campos (atualmente Universidade Federal Fluminense - UFF - campus Campos).

### Lazer

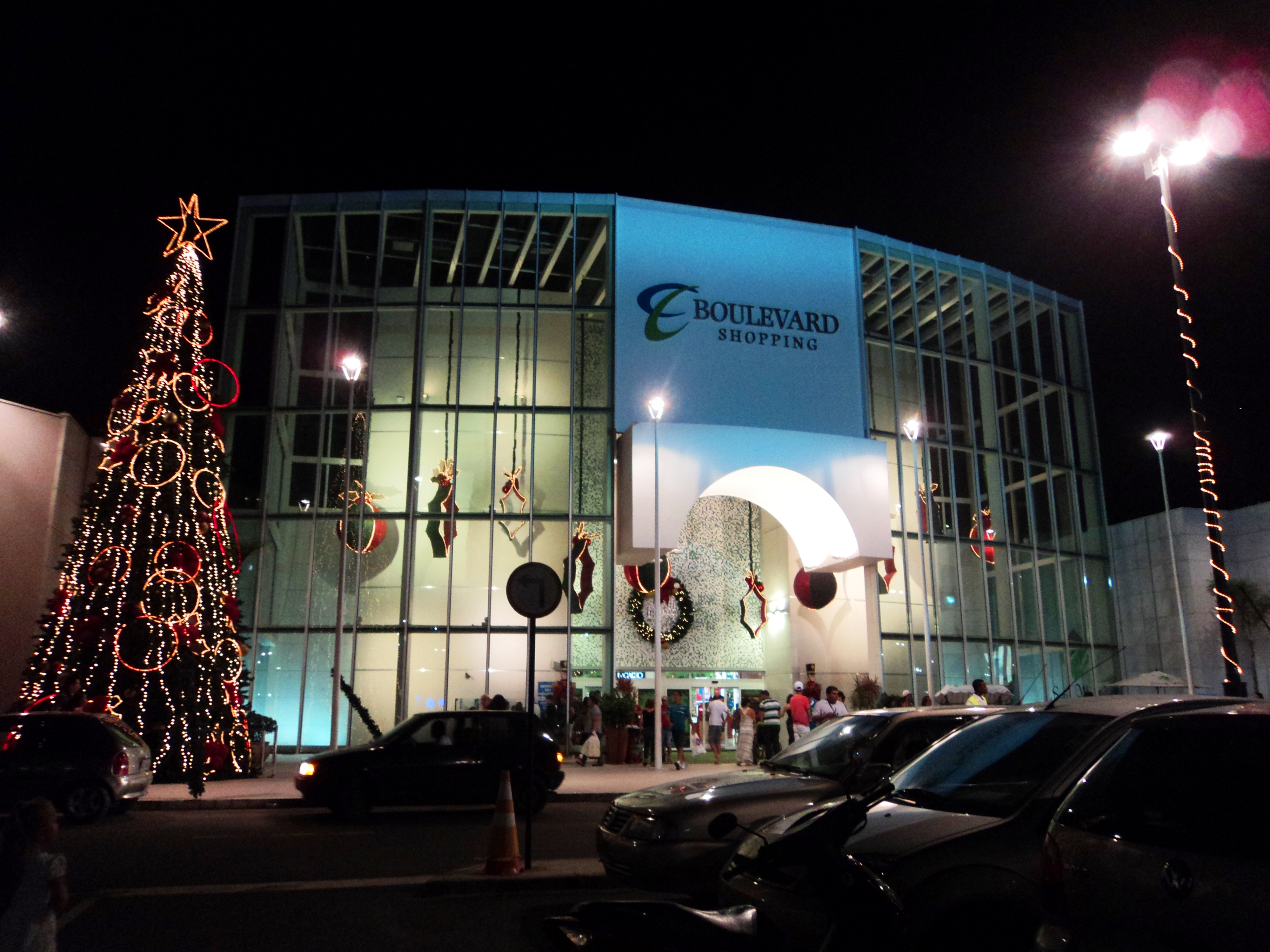
Shopping Boulevard em Campos

- Shopping Partage (Antigo Shopping Boulevard)
- Shopping Avenida 28
- Guarus Plaza Shopping
- Shopping Pelinca Square Center
- Parquecentro Shopping
- Vip's Center Shopping
- Campos Shopping
- Cidade da Criança

### Saúde

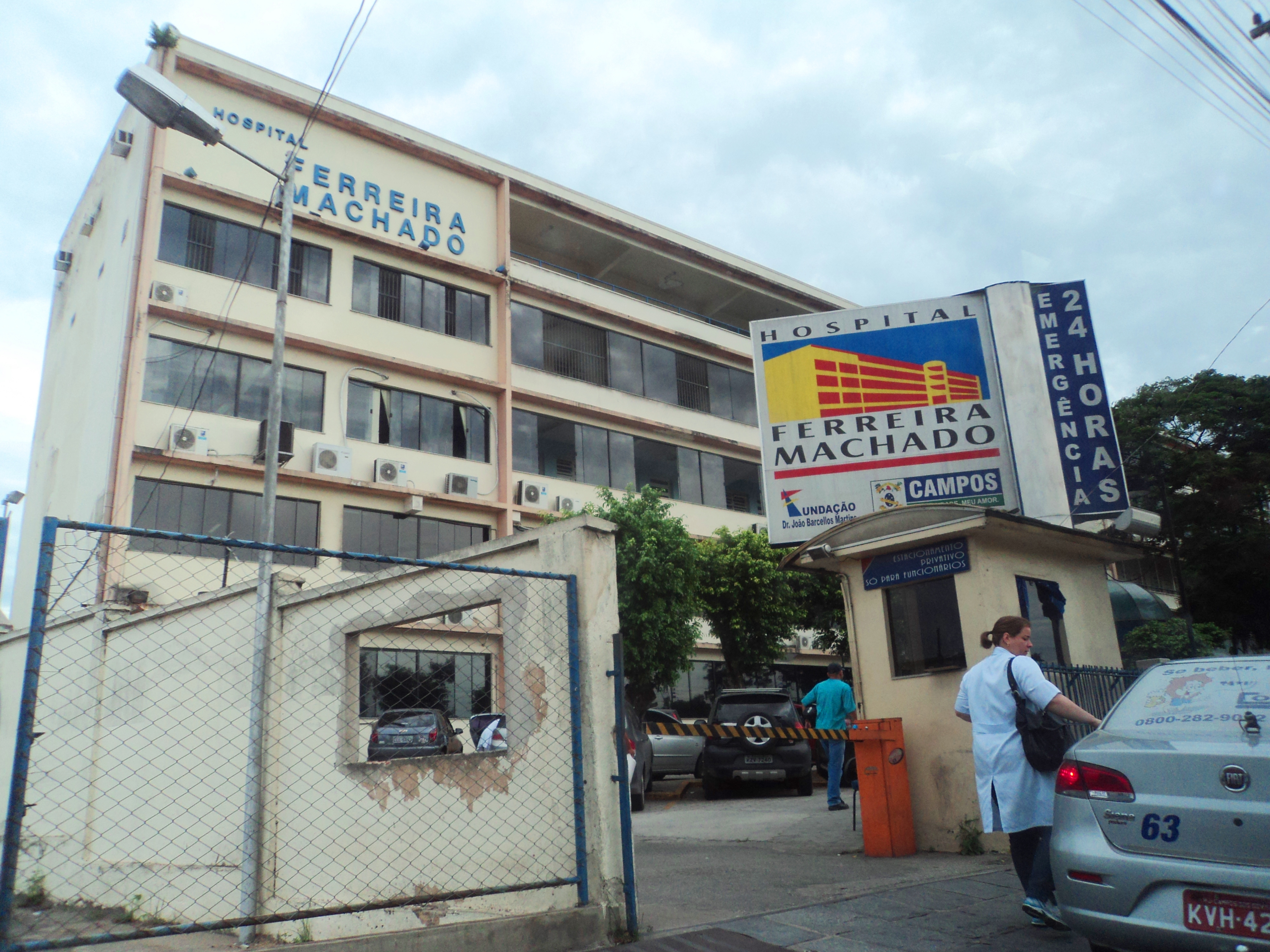
Vista do Hospital Ferreira Machado

- Hospital Beneficência Portuguesa de Campos (HBPC)
- Hospital Geral de Guarus (HGG)
- Hospital Ferreira Machado (HFM) (atendendo toda região Norte e Noroeste)
- Hospital Geral Dr. Beda
- Prontocardio
- Centrocor
- Oncobeda
- Centro Pediátrico Lília Neves (CEPLIN)
- Maternidade Lília Neves
- UTI Neonatal Nicola Albano
- Hospital Unimed
- Hospital Pró Clinicas (Hospital Geral Dr. Beda Unidade II)
- Hospital São José em Goitacazes
- Posto de Saúde de Ururaí
- Hospital de Travessão
- Hospital de Santo Eduardo
- Hospital Escola Álvaro Alvim
- Santa Casa de Misericórdia de Campos dos Goytacazes
- Hospital Psiquiátrico Henrique Roxo (fechado)
- Hospital Psiquiátrico João Viana
- Hospital dos Plantadores de Cana (HPC)
- P.U (Posto de Urgência) Saldanha Marinho
- P.U (Posto de Urgência) Guarus
- UPA 24 horas em Guarus
- O município de Campos conta ainda com mais de 60 UBS(Unidades básicas de saúde)

### Cemitérios públicos
O Serviço Funerário Municipal de Campos dos Goytacazes é responsável pela administração dos cemitérios públicos do município. Atualmente, a cidade conta com 24 cemitérios, conforme diagnóstico elaborado pela prefeitura, que abordou temas como localização, acessibilidade e estado dos elementos físicos.
Segue a lista dos cemitérios públicos de Campos dos Goytacazes:
- Caju Urbano
- Caxeta
- Conselheiro Josino
- Coqueiro de Tocos
- Córrego Fundo
- Dores de Macabu
- Goytacazes
- Morro do Coco
- Murundu
- Paciência
- Palmares
- Ponta da Lama
- Rio Preto Morangaba
- Santa Bárbara
- Santa Maria
- Santa Rita – Lagoa de Cima
- Santo Amaro
- Santo Eduardo
- São Benedito – Lagoa de Cima
- São Martinho
- São Sebastião
- Serra dos Casinhos
- Travessão
- Vila Nova

### Transporte

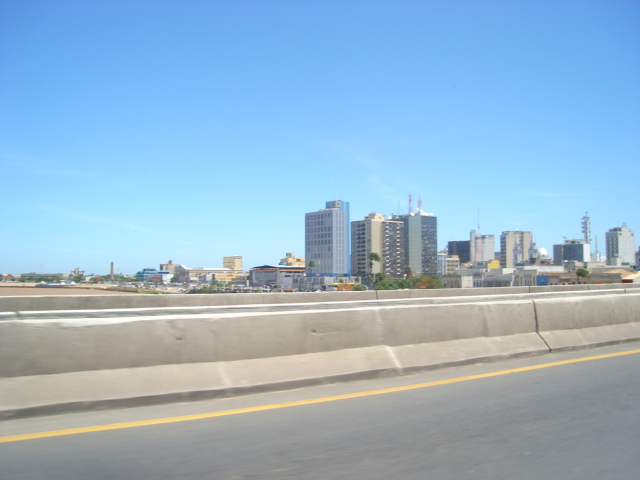
Vista da Ponte Leonel Brizola, que liga Guarus ao Centro da cidade.

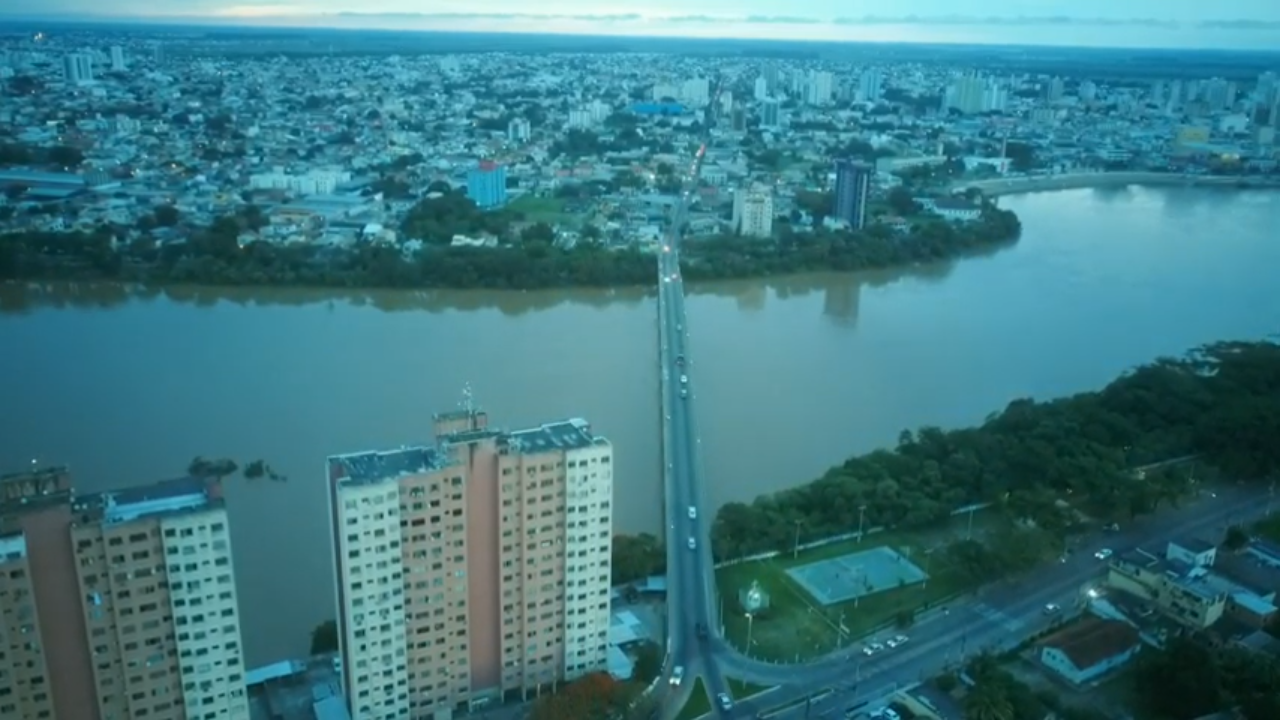
Vista da Ponte Saturnino de Brito, que liga Guarus ao bairro da Lapa.

O principal meio de transporte em Campos são os ônibus, o município também possui o Sistema Alimentador, onde os micro-ônibus transportam os passageiros dos distritos, zona rural e litorânea até os terminais de integração.
Os ônibus são divididos em três consórcios.
Área 1, Consórcio Planície, corresponde as empresas Auto Viação São João e Jacarandá, os seus ônibus utilizam as cores branca e verde.
Área 2, Consórcio União, corresponde as empresas Turisguá, São Salvador e Siqueira, os seus ônibus utilizam as cores branca e amarelo.
Área 3,  operado pela empresa Rogil, os seus ônibus utilizam as cores branca e azul.
Campos possui dois terminais rodoviários: a Nova Rodoviária Roberto Silveira e a Rodoviária Shopping Estrada, além do Terminal Urbano Luis Carlos Prestes, localizado na Beira-Rio, área central da Cidade.

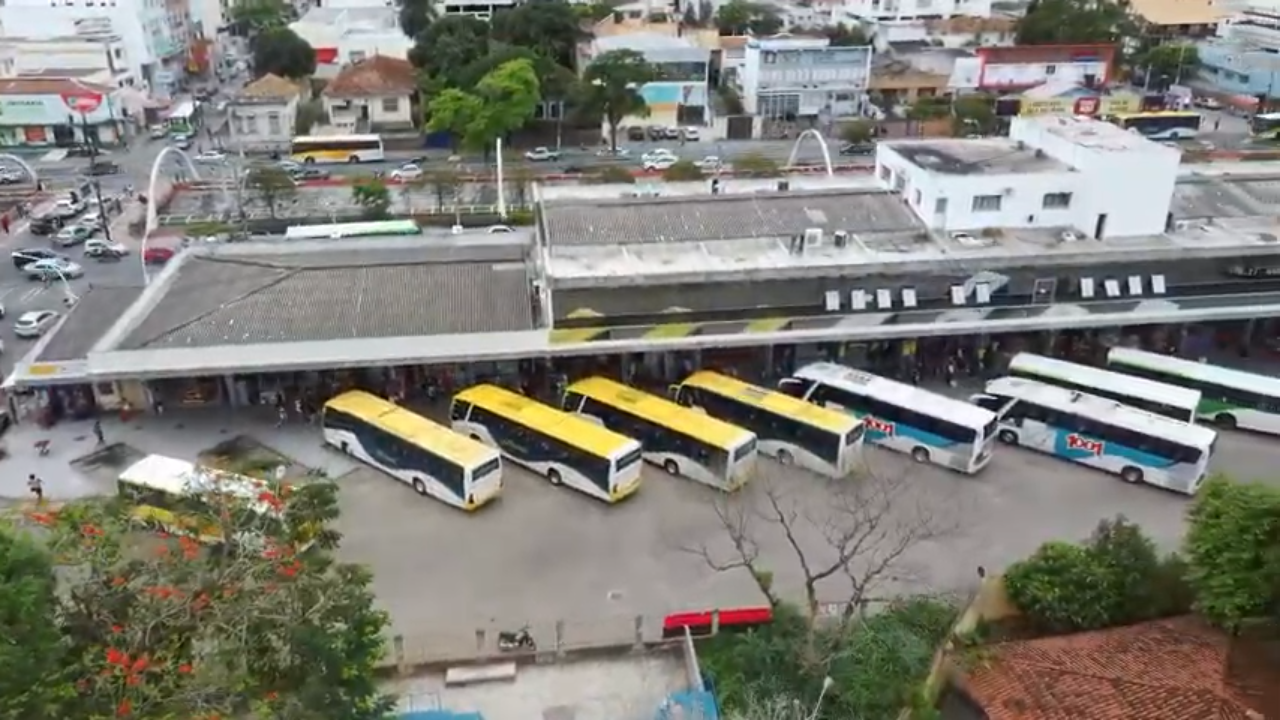
Vista do Terminal Rodoviário Roberto Silveira.

O transporte aéreo possui voos para Vitória (ES), Macaé (RJ), São José dos Campos (SP), Belo Horizonte (MG), Porto Seguro (BA) e para a cidade do Rio de Janeiro (RJ).
Na Praia do Farol de São Tomé, fica localizado o heliporto da Petrobras, que leva os funcionários das plataformas da bacia de Campos.
Campos possuía um dos maiores entroncamentos ferroviários do Brasil entre a Linha do Litoral, Linha Campos a Miracema, o Ramal Santo Antônio de Campos e o Ramal de Barão de São José, todos pertencentes à antiga Estrada de Ferro Leopoldina. Ao longo dos anos, foram mantidas apenas as duas primeiras linhas para os transportes de cargas e de passageiros enquanto que os dois últimos ramais foram extintos.
Pela Linha do Litoral, o município mantém uma ligação estratégica com a capital fluminense Rio de Janeiro e com o estado do Espírito Santo, principalmente com sua capital, Vitória. Na Linha Campos a Miracema, a cidade mantém a ligação com os municípios fluminenses de Aperibé, São Fidélis e Santo Antônio de Pádua, já que o trecho final da linha até Miracema foi extinto no início dos anos 70. Por muitos anos, manteve-se como uma importante rota ferroviária entre ambas as linhas, onde no qual, a Estação Ferroviária de Campos sempre vivia em intenso e constante movimento.
Os trens de passageiros de longa distância da Rede Ferroviária Federal (RFFSA), sucessora da Leopoldina na administração de ambas as linhas férreas, realizaram suas últimas paradas na Estação Ferroviária de Campos na primeira metade dos anos 1980, cujas saídas eram direcionadas a Cachoeiro de Itapemirim, ao Rio de Janeiro e à cidade mineira de Recreio (passando por Santo Antônio de Pádua). Desde então, ambas as linhas ficaram restritas ao transporte de cargas e em 1996, foram concedidas à Ferrovia Centro Atlântica.
No ano de 2007, o transporte ferroviário de passageiros em Campos foi reativado em caráter emergencial pela estatal CENTRAL, para atender aos moradores da cidade prejudicados com a mobilidade urbana, após a interdição de duas pontes rodoviárias sobre o Rio Paraíba do Sul. Essa medida resultou na Linha Campos da Central, um ramal de subúrbio que ligava o Centro da cidade até o bairro de Guarus, reaproveitando-se de um trecho de 2 km da Linha do Litoral da Leopoldina. Após a reconstrução de ambas as pontes rodoviárias, o ramal foi desativado em 2008.
Desde 2017, a Estação Ferroviária de Campos abriga em sua parte interna o Museu Ferroviário da cidade, mantendo seu pátio ferroviário para entrada e saída de trens cargueiros da FCA e para uma futura implantação de trens turísticos ou de longa distância na região pelas autoridades locais.

## Cultura

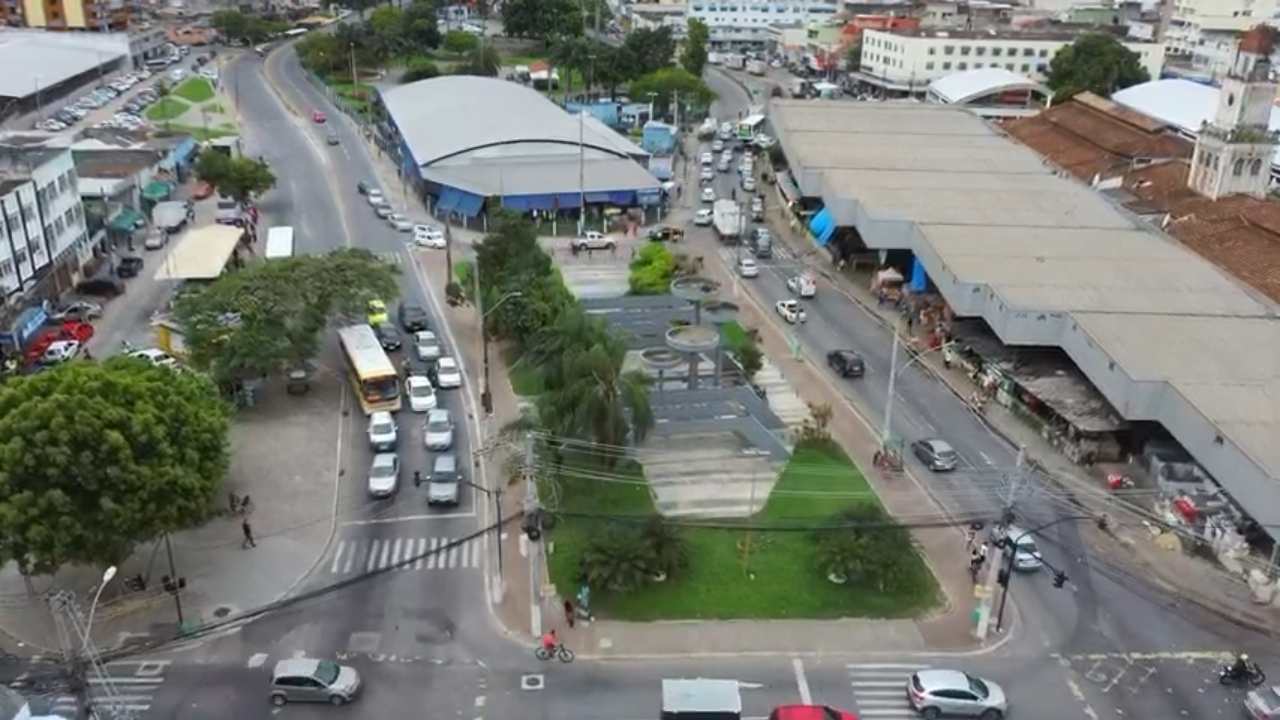
Vista do Mercado Municipal de Campos (à direita)

A cerâmica, o couro, a palha e a madeira são os materiais de destaque em seu artesanato.
Na culinária, além da cachaça e da goiabada cascão, o suspiro e o chuvisco são famosos. Havendo grande tradição cultural e política na região da chamada Baixada Campista.
O Mercado Municipal de Campos, uma grande feira livre, que possui 465 bancas e 46 boxes de peixaria. No prédio central, do lado externo, estão 52 pontos de venda e, na parte interna, 116 boxes.
As principais instituições culturais de Campos dos Goytacazes são:
- Palácio da Cultura de Campos, que abriga a Biblioteca Pública Municipal, localizado na Rua Barão de Miracema, Avenida Pelinca
- Museu Histórico de Campos dos Goytacazes, localizado na Praça São Salvador, Centro
- Museu Ferroviário de Campos, situado na Estação Ferroviária de Campos dos Goytacazes, localizada na Praça da Estação, Centro[65][66]
- Casa de Cultura Olavo Cardoso, localizado na Avenida 7 de Setembro, Centro
- Casa de Cultura Villa Maria, localizada na Praça do Liceu, Centro
- Casa de Cultura Poeta Antônio Silva, localizado em Conselheiro Josino
- Casa de Cultura José Cândido de Carvalho, localizada em Goitacazes
- Teatro Municipal Trianon, localizado na Rua Marechal Floriano, Centro
- Teatro de Bolso Procópio Ferreira, localizado na Avenida XV de Novembro, Centro
- Centro de Eventos Populares Osório Peixoto (CEPOP), localizado no bairro Jockey Club
- Teatro SESC, localizado na Rua Alberto Torres, Centro
- Teatro SESI, localizado no Jardim Carioca, em Guarus
- Centro Cultural SESC Campos
- Centro de Artes do Instituto Federal Fluminense (CENACAM - Centro de Arte e Cultura Anoeli Maciel)
- Cia de Arte Persona, localizada no Centro

Biblioteca Municipal
Uma biblioteca municipal também é um dos lugares do turismo de uma cidade e e conforme a lista do Sistema Nacional de Bibliotecas Públicas. o  município de Campos dos Goytacazes tem as seguintes bibliotecas municipais:
- Biblioteca Municipal Nilo Peçanha
- Biblioteca Pública Municipal do Farol de São Thomé
- Biblioteca Municipal Conselheiro Josino

Teatro
O grupo de teatro há mais tempo em atividades ininterruptas na cidade é o Grupo Nós do Teatro, fundado em 22 de agosto de 1995 pela professora Kátia Macabu é fundamentado nos trabalhos realizados a partir do ano de sua fundação com o projeto “Teatro na Escola” em sua instituição de origem o Instituto Federal Fluminense (IFF), hoje o grupo não possui mais vinculação com a instituição e atua de forma independente, outro grande em atividade com reconhecimento local é a Cia de Arte Persona, fundada em 1999. Atualmente, a cidade conta ainda com o curso superior de Licenciatura em Teatro no Instituto Federal Fluminense (IFF).
Campos possui ainda o grupo de teatro de rua Moinho Cênico, que teve origem no Curso de Teatro do Instituto Federal Fluminense (IFF), que conta com projetos de formação continuada de artistas e professores de teatro, além de oficinas de teatro de rua. Ainda dentro do contexto do IFF, Campos possui o Coletivo Artístico Saravá, coletivo de teatro negro e de performances urbanas, que coproduz e participa de ações de extensão, pesquisa e experimentação artística.
Ensino de Artes
Campos dos Goytacazes é o primeiro município do norte e noroeste fluminense a ter os cursos superiores de artes: Licenciatura em Música e Licenciatura em Teatro, ambos no Instituto Federal Fluminense (IFF).
Design
Inspirado nos modelos da Bauhaus, Escola de Ulm e ESDI/UERJ, o município também possui o primeiro curso superior de Design Gráfico do norte e noroeste fluminense, funcionando também no Instituto Federal Fluminense.
Legado na dança deixado por Mercedes Baptista
Mercedes Baptista foi uma bailarina e coreógrafa brasileira, a primeira negra a integrar o corpo de baile do Theatro Municipal do Rio de Janeiro.

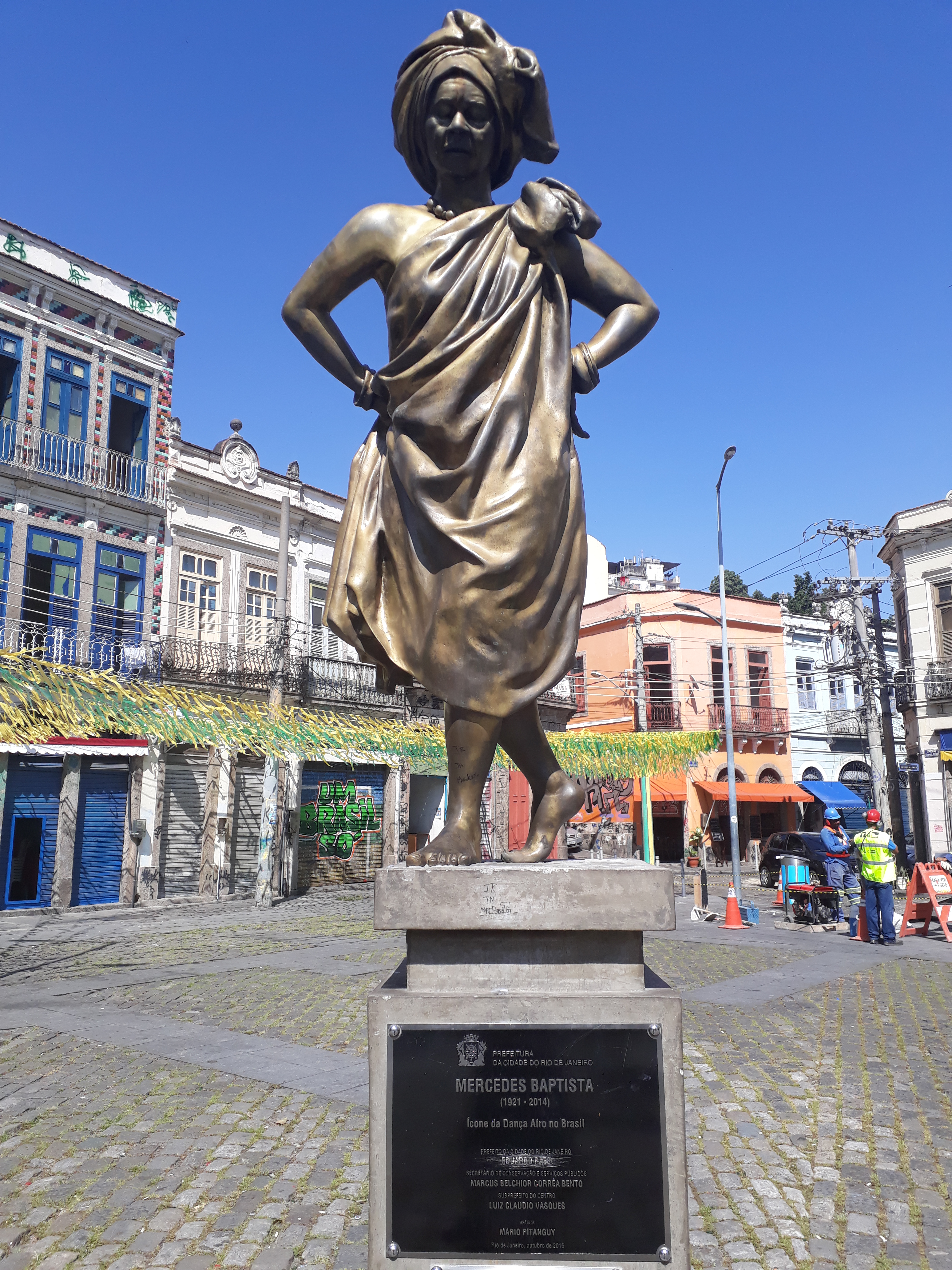
Escultura de Mercedes Baptista no município do Rio de Janeiro, por M. Pitanguy.

Baptista foi a responsável pela criação do balé afro-brasileiro, inspirado nos terreiros de candomblé, elaborando uma codificação e vocabulário próprio para essas danças.
O seu Ballet Folclórico Mercedes Baptista foi responsável pela consolidação da dança moderna do Brasil. Segundo a pesquisadora Mariana Monteiro, da UNESP:
| “ | Mercedes estruturou uma aula de dança afro, com barra, centro e diagonal. Criou uma gramática corporal específica, a partir da observação das danças do candomblé e do folclore e acabou sendo de enorme importância para o aperfeiçoamento dos bailarinos... | ” |

## Esporte

### Futebol
A cidade de Campos dos Goytacazes tem, como principais clubes de futebol: o Americano Futebol Clube (1914), campeão do campeonato brasileiro de seleções estaduais, representando o estado do Rio de Janeiro e campeão brasileiro do módulo Azul ambos em 1987, é o único clube da cidade que teve um atleta convocado para uma Copa do Mundo, trata-se de Poly, na Copa do Mundo de 1930; o Goytacaz Futebol Clube (1912), vice-campeão do Campeonato Brasileiro Série B em 1985 e detentor da 5ª maior torcida do estado; o Clube Esportivo Rio Branco (1912), o único clube no Brasil a vestir a cor rosa em seu uniforme principal, é também o clube que Didi defendeu antes de sair de Campos para conquistar o mundo. Didi foi bicampeão mundial e criador da folha seca no futebol, nome dado ao efeito Magnus que a bola era submetida no chute, desviando sua trajetória; e o Campos Atlético Associação (1912), conhecido como Roxinho devido às cores do seu uniforme (roxo, preto e branco), clube este fundado por negros em 26 de outubro de 1912. O antigo Leão da Coroa, como era chamado, fez fronte a seus adversários enquanto vigorou a disputa do Campeonato Campista, que veio a ter fim por volta da década de 70 face a fusão do antigo estado do Rio de Janeiro com o estado da Guanabara, o que marcou negativamente a estrutura do futebol do interior fazendo com que muitas equipes, principalmente de Campos e Niterói, desaparecessem do cenário futebolístico. Somado a isso, o profissionalismo cada vez premente fez que estas equipes se perdessem no tempo, mas nunca na memória e principalmente no coração de seus torcedores.
O clássico citadino, entre o Americano e o Goytacaz, conhecido como Goyta-Cano, é um dos maiores clássicos de futebol do interior do estado do Rio de Janeiro, por reunir as equipes mais vitoriosas da região, que se confrontam desde a década de 1910.
Campos tem como principal estádio, o Estádio Ary de Oliveira e Souza.

### Jiu-Jitsu
Campos é referência no esporte e cidade sede de equipes renomadas no Estado como a equipe Nova União, Aliance, Tawanda, Appolo. É o berço de campeões como Ari Santos, que tem sido destaque no MMA. Além disso, promove diversas atividades relacionadas à pratica do esporte, bem como: Campeonatos, Congressos, Projetos Sociais. A cidade têm sido cada vez mais reconhecida através de inúmeros atletas que disputam e vencem campeonatos de jiu-jitsu pelo Brasil afora, com destaque para Ari Santos, Matheus Silva (Pururuca), Thiago Martins (Bambu), Lucas Velemen (Pezão), Alexandre Manske,  entre outros. A cidade conta ainda com vários centros de treinamento de alto nível, como: Arena Champ´s, Setor Fitness, Centro de Treinamento Nova União, Centro de Treinamento Vitor Santos.

### Basquetebol
Campos tem a equipe de basquetebol em cadeiras de rodas da ONG Esporte Sem Fronteiras, que detém vários títulos (campeões fluminenses em 2003, 2004 e 2006, campeões regionais 2004, 2006 e 2008, onde enfrentaram equipes de Rio de Janeiro, Espírito Santo e Minas Gerais, além de campeões internacionais da Copa Vindimia, disputada na cidade de Mendonza, na Argentina, nos anos de 2004 e 2006)
Automóvel Clube Fluminense, fundado em 14 de agosto de 1922, destaca-se como um importante centro esportivo em Campos dos Goytacazes, Rio de Janeiro. No basquete, o clube alcançou destaque ao conquistar o Campeonato Carioca Estadual de Basquete em 2003, vencendo o Clube Municipal na final. Em 2023, a equipe masculina sagrou-se campeã do Cariocão, derrotando o Clube Municipal por 72 a 61, mantendo uma campanha invicta durante a competição. Além disso, o ACF tem se destacado em competições estaduais, como o Torneio Carioca de Basquete, consolidando-se como um dos principais centros de desenvolvimento do esporte na região.

### Judô
A cidade tem um judô bastante competitivo, tendo tido, nos últimos anos um avanço inédito no ranking estadual. Em 2009 e 2010, a equipe Projex-ADFL (Associação Desportiva Fernandes Leandro) trouxe dois títulos inéditos de campeonato por equipe no circuito estadual e títulos sul-americanos, colocando o nome da cidade nos anais do esporte campista. Posteriormente a equipe saiu da academia Projex deixando de ser Projex-ADFL e ficando apenas como ADFL, equipe que continua dando títulos inéditos para a cidade, ficando inclusive entre as 10 melhores equipes do estado por dois anos seguidos.

### Ciclismo
Em Campos dos Goytacazes, no dia 6 de agosto, é realizada a segunda prova ciclística mais antiga do Brasil, desde 1944, tendo, como o seu idealizador, Gerardo Maria Ferraiuoli, o "Patesko", prova que faz parte do circuito nacional e que atrai alguns dos melhores atletas do país. Destaca-se na prática da modalidade downhill, tendo uma das melhores pistas do Brasil no Morro do Itaoca. A pista é bastante técnica e proporciona uma das melhores visões da cidade.

## Curiosidades

### Ambientação de "Escrava Isaura"
O "Solar dos Ayrises", situado na zona rural deste município, seria o ambiente que teria inspirado Bernardo Guimarães ao escrever seu famoso livro "A Escrava Isaura", obra fictícia romântica; nela o autor registrou: "Era nos primeiros anos do reinado do Sr. D. Pedro II. No fértil e opulento município de Campos de Goytacazes, à margem do Paraíba, a pouca distância da vila de Campos, havia uma linda e magnífica fazenda. Era um edifício de harmoniosas proporções, vasto e luxuoso, situado em aprazível vargedo ao sopé de elevadas colinas cobertas de mata em parte devastada pelo machado do lavrador (...) A casa apresentava à frente as colinas. Entrava-se nela por um lindo alpendre todo enredado de flores trepadeiras, ao qual subia-se por uma escada de cantaria de seis a sete degraus. Os fundos eram ocupados por outros edifícios acessórios, senzala, pátios,currais e celeiros, por trás dos quais se estendia o jardim, a horta, e um imenso pomar, que ia perder-se na barranca do grande rio."